# ADO Den Haag in het seizoen 2018/19 (mannen)
Het seizoen 2018/19 is het 114e jaar in het bestaan van de Haagse voetbalclub ADO Den Haag. De Hagenezen nemen deel aan de Eredivisie en het toernooi om de KNVB Beker onder leiding van hoofdtrainer Alfons Groenendijk. De club eindigde op de negende plaats in de Eredivisie, op doelsaldo werden de play-offs voor Europees voetbal nét niet bereikt.

## Samenvatting seizoen

### Voorafgaand aan het seizoen
- Verschillende spelers vertrokken transfervrij bij ADO. Verdediger Tyronne Ebuehi verkaste, na de tweede ADO-speler ooit op een Wereldkampioenschap voetbal te zijn, naar het Portugese SL Benfica. De geblesseerde Ricardo Kishna keerde na zijn huurperiode terug naar Lazio Roma. Ook aanvaller Édouard Duplan en doelman Tim Coremans verlieten Den Haag.
- Chovanie Amatkarijo was verhuurd en keerde terug bij ADO. Thomas Meißner koos ervoor bij Willem II te blijven en verliet Den Haag.
- Eerder verlengden verdedigers Tom Beugelsdijk en Shaquille Pinas hun contract tot 2021.
- Vrijdag 8 juni werd bekend dat Indy Groothuizen (tot 2021) en Aaron Meijers (tot 2022) hadden bijgetekend bij ADO.
- 22 juni werd Yuning Zhang vastgelegd. De spits werd een jaar gehuurd van West Bromwich Albion. Zhang is de eerste Chinese speler in de historie van ADO.
- Maandag 25 juni vond de eerste training van dit seizoen plaats. Enkele honderden fans waren naar het Cars Jeans Stadion afgereist. Tijdens de eerste trainingsweek waren er twee proefspelers: spits Hakeem Araba en doelman Mike Havekotte. Zij speelden zaterdag 30 juni mee tijdens de eerste oefenwedstrijd, tegen LVV Lugdunum, die in 0-7 eindigde.
- De geblesseerde verdediger Trevor David mocht zijn contract bij ADO met een jaar verlengen; ook proefspeler Mike Havekotte tekende een eenjarig contract. Van Hakeem Araba werd afscheid genomen, verdediger Biel Company kwam voor hem in de plaats op proef.
- Delano Ladan en Hennos Asmelash werden beiden een jaar verhuurd aan TOP Oss.
- 9 juli ging ADO op trainingskamp naar Zeeland (Renesse). Aanvaller Gino van Kessel ging mee op proef.
- Trevor David liep in de oefenwedstrijd tegen FC Dordrecht een zware kruisbandblessure op en was een groot deel van het seizoen uitgeschakeld.
- Vrijdag 27 juli was 'transferdag' bij ADO. Dion Malone keerde na één jaar in Azerbeidzjan terug in Den Haag en tekende een contract voor twee seizoenen. Bjørn Johnsen, clubtopscorer van het voorgaande seizoen, werd voor een recordbedrag (tussen de 2 en 3 miljoen euro) verkocht aan AZ.

### Augustus
- Alfons Groenendijk leek Henk Veerman van sc Heerenveen te willen aantrekken, maar na lange onderhandelingen vertrok de spits naar Duitsland. Later klonken ook de namen van Vincent Vermeij en Tom van Weert door het stadion, maar zij bleven bij hun clubs.
- ADO verloor op pijnlijke wijze de eerste competitiewedstrijd van het seizoen. Tegen promovendus FC Emmen werd thuis met 2-1 verloren. De enige Haagse treffer kwam van Sheraldo Becker. John Goossens maakte tijdens dit duel zijn Haagse debuut.
- Ook in Overijssel werd verloren: Heracles Almelo was met 4-2 te sterk. Een goal van Dion Malone, een eigen doelpunt van de thuisploeg, maar ook een foutieve beslissing van de scheidsrechter leverden geen punten op voor ADO.
- ADO pakte de eerste overwinning op de vrijdagavond. In eigen huis werd Fortuna Sittard met 3-1 verslagen, mede dankzij twee treffers van Abdenasser El Khayati.
- Tijdens de bekerloting voor de eerste ronde werd ADO gekoppeld aan OJC Rosmalen.
- Na lang wachten werden op dinsdag 28 augustus twee versterkingen gepresenteerd. Spits Tomáš Necid kwam over van het Turkse Bursaspor, dat hem tweemaal verhuurde. De Tsjech ontbond in Turkije zijn contract, tekende in Den Haag voor twee seizoenen en kreeg rugnummer 9. Ook werd rechtsback Giovanni Troupée voor één seizoen gehuurd van FC Utrecht.
- Op de 'Transfer Deadline Day' kreeg ADO opnieuw de beschikking over Ricardo Kishna. De buitenspeler revalideert verder in Den Haag en werd opnieuw gehuurd van Lazio Roma. Verschillende spelers, waaronder Donny Gorter, Bas Kuipers en Nick Kuipers mochten worden verhuurd, maar kregen geen doeltreffende aanbieding.

### September
- Een fantastisch spelende Abdenasser El Khayati schoot ADO met vier treffers naar een 2-4 overwinning bij Excelsior.
- ADO kreeg twee weken later thuis tegen landskampioen PSV een oorwassing van jewelste: 0-7.
- Een daaropvolgende week herpakte ADO zich door knap een punt te pakken in Arnhem bij Vitesse.
- Doordeweeks versloeg de Haagse ploeg OJC Rosmalen in het bekertoernooi met 0-6.
- In Friesland werd een punt gepakt tegen sc Heerenveen: 1-1 dankzij de eerste competitiegoal van Tomáš Necid voor ADO.

### Oktober
- In eigen huis versloeg de Haagse ploeg, het op dat moment op de zeventiende plek staande, FC Groningen met 1-0. Opnieuw kwam de assist van Abdenasser El Khayati, het doelpunt werd gemaakt door Elson Hooi.
- ADO verloor de uitwedstrijd met VVV. In Venlo werd het 2-0.
- Na 41 jaar in dienst te zijn gewenst nam ADO afscheid van de 66-jarige clubarts Ed Beeftink.
- Tegen NAC Breda vergat ADO de drie punten te pakken. Mede door twee schoten op de lat eindigde de wedstrijd in 1-1.

### November
- ADO werd uitgeschakeld in het bekertoernooi. Voor het derde jaar op rij was Feyenoord in De Kuip te sterk; ditmaal met 5-1.
- Ook in de competitie wist de Haagse equipe niet te winnen: Tegen FC Utrecht eindigt het in 3-0.
- ADO en kledingpartner Erreà verlengden hun contract tot 2014.
- 6 November werd besloten dat ook dit seizoen er geen uitsupporters van Ajax naar Den Haag mogen vertrekken, datzelfde gold voor de wedstrijd tussen Ajax en ADO in Amsterdam.
- Opnieuw een verliesbeurt: AZ was met 0-1 te sterk in het Cars Jeans Stadion.
- Het contract van rechtsback Robin Polley werd verlengd tot medio 2021, met een optie op nog een jaar.
- In Zwolle wist ADO wél weer eens een wedstrijd te winnen. Ondanks twee doelpunten van PEC won de Haagse equipe met 2-3.

### December
- AFC Ajax was begin december in eigen huis veel te sterk voor ADO: 5-1.
- ADO verlengde het contract met hoofdsponsor Cars Jeans tot 2022.
- In eigen stadion werd niet gewonnen van promovendus De Graafschap: 0-0.
- Willem II werd wel weggezet door de Haagse equipe met maar liefst 0-3.
- Evenals het voorgaande seizoen eindigde ADO-Feyenoord knap in 2-2, dankzij twee treffers van Abdenasser El Khayati.

### Januari
- Met 27 spelers ging ADO van 5 tot en met 12 januari op trainingskamp naar het Turkse Belek.
- In een oefenduel was het Turkse Trabzonspor met 3-1 te sterk.
- Ook de tweede oefenwedstrijd ging met 3-1 verloren, koploper Istanbul Başakşehir was een maatje te groot.
- Linksback Bas Kuipers verliet ADO na anderhalf jaar. Hij tekende een contract bij het Roemeense FC Viitorul Constanța.
- Bij terugkomst in de Eredivisie verloor de Haagse ploeg pijnlijk van VVV-Venlo met 2-4, na een dubieuze rode kaart voor doelman Robert Zwinkels.
- ADO had moeite met 'nummer laatste' NAC Breda: 1-1.
- Op de 'Transfer Deadline Day' werd verdediger Nick Kuipers verhuurd aan FC Emmen.

### Februari
- In Den Haag wist ADO te winnen van Heracles Almelo, dankzij twee treffers van invaller Tomáš Necid.
- Tegen FC Emmen ging het opnieuw mis; de Drentenaren pakten ook ditmaal de winst: 3-2.
- Thuiswedstrijden bleken goud waard. Opnieuw wist ADO te winnen, Giovanni Troupée gaf met zijn 'voorzet' PEC Zwolle de genadeslag.
- Yuning Zhang verliet ADO, en tevens West Bromwich Albion, om terug te keren naar China. De spits maakte veel goals in de oefenwedstrijden voorafgaande aan dit seizoen, maar kwam in zes competitieduels niet tot een doelpunt. Hij mocht zijn geluk beproeven bij Beijing Sinobo Guoan.
- Voor de tweede keer dit seizoen werd met 1-5 verloren van Ajax, ditmaal in eigen huis.

### Maart
- Op de eerste dag van de maand liet ADO twee punten liggen in Doetinchem; tegen De Graafschap eindigde het in 1-1.
- Zaterdag 9 maart verloor ADO van SC Heerenveen met 2-3.
- Jeugdspeler Yahya Boussakou verlengde zijn aflopende contract tot 2022.
- ADO kwam de 17e ook niet tot punten in het hoge noorden; FC Groningen was met 1-0 te sterk.
- Traditioneel is 31 maart de uiterlijke termijn waarop er duidelijkheid moet zijn over de spelers met een aflopend contract. In de dagen hiervoor werd de optie in het contract van Elson Hooi gelicht; hierdoor staat hij nog een seizoen (tot 2020) onder contract bij ADO. Ook verlengde Lex Immers zijn contract met maar liefst drie jaar (tot 2022).
- In een spectaculair duel tegen SBV Vitesse pakte ADO knap een punt. Lex Immers maakte twee goals; de wedstrijd eindigde in 3-3.

### April
- Op 3 april wist ADO niet van Fortuna te winnen. In Sittard-Geleen bleef het steken op 0-0.
- ADO maakte vrijdag 5 april bekend dat het Milan van Ewijk voor het volgend seizoen had vastgelegd. De verdediger tekende voor drie seizoenen en kwam over van Excelsior Maassluis.
- Thuis tegen FC Utrecht boekte ADO een grootse overwinning, het werd maar liefst 5-0.
- Dinsdagochtend 9 april werd een granaat gevonden aan het MFC-supportershome naast het stadion. Deze werd even later onschadelijk gemaakt; er raakte niemand gewond.
- Alfons Groenendijk verlengde 12 april zijn contract bij ADO. De hoofdcoach tekende een verbintenis tot 2021. Ook assistent-trainer Edwin de Graaf bleef langer in Den Haag; hij zette zijn handtekening onder een contract tot 2022.
- Op bezoek bij PSV kon ADO aardig meedoen, maar verloor het uiteindelijk wel met 3-1.
- Tegen Excelsior werd het ook 3-1, maar dan in het voordeel van ADO. Het leverde een voorlopige tiende plaats op de ranglijst op en definitief lijfsbehoud in de Eredivisie.

### Mei
- Venéco promoveert volgend seizoen van mouw- naar rugsponsor. Het bedrijf neemt de plek over van Basic-Fit, dat acht jaar lang (hoofd)sponsor was van de Haagse club.
- De afscheidswedstrijd van Robin van Persie werd door ADO bruut verstoord. De ploeg van Groenendijk wist met 0-2 te winnen in De Kuip.
- Op 15 mei maakte Mattijs Manders bekend dat hij zou vertrekken bij ADO. De algemeen directeur werd voorgedragen om diezelfde functie te bekleden bij de Eredivisie CV. Vanaf 15 juni nam, tevens financieel directeur, Henrik-Jan Rinner als interim-directeur de honneurs waar.
- ADO wist op doelsaldo nét niet de play-offs voor Europees voetbal te bereiken. Een ruime 6-2 overwinning op Willem II liet de Tilburgers nog naar plek 10 zakken op de ranglijst. Echter had FC Groningen, ondanks een nederlaag, nog drie doelpunten voorsprong op de Haagse equipe. Het betekende wel een negende plek en daarmee opnieuw een eindklassering in het linkerrijtje voor de ploeg van Alfons Groenendijk.
- Jeugdspeler Maarten Rieder verlengde zijn contract tot 2021, met een optie voor nog een extra seizoen.

## Selectie en staf

### Selectie 2018/19
| #  | Naam                  | Land      | Positie      | Bij ADO sinds  | Contract tot | E. | Voetbal | Kreeg geel | Kreeg voor de tweede keer geel en dus rood | Weggestuurd | B. | Voetbal | Kreeg geel | Kreeg voor de tweede keer geel en dus rood | Weggestuurd | T. | Voetbal | Kreeg geel | Kreeg voor de tweede keer geel en dus rood | Weggestuurd |
| -- | --------------------- | --------- | ------------ | -------------- | ------------ | -- | ------- | ---------- | ------------------------------------------ | ----------- | -- | ------- | ---------- | ------------------------------------------ | ----------- | -- | ------- | ---------- | ------------------------------------------ | ----------- |
| 1  | Indy Groothuizen      | Nederland | Doelman      | Zomer 2017     | Zomer 2021   | 12 | 0       | 1          | 0                                          | 0           | 0  | 0       | 0          | 0                                          | 0           | 12 | 0       | 1          | 0                                          | 0           |
| 2  | Dion Malone           | Nederland | Middenvelder | Zomer 2018     | Zomer 2020   | 29 | 1       | 2          | 0                                          | 0           | 2  | 0       | 0          | 0                                          | 0           | 31 | 1       | 2          | 0                                          | 0           |
| 3  | Giovanni Troupée      | Nederland | Verdediger   | Zomer 2018     | Zomer 2019   | 21 | 1       | 3          | 0                                          | 0           | 2  | 0       | 0          | 0                                          | 0           | 23 | 1       | 3          | 0                                          | 0           |
| 4  | Tom Beugelsdijk       | Nederland | Verdediger   | Zomer 2015     | Zomer 2021   | 26 | 0       | 12         | 0                                          | 0           | 2  | 1       | 1          | 0                                          | 0           | 28 | 1       | 13         | 0                                          | 0           |
| 5  | Wilfried Kanon        | Ivoorkust | Verdediger   | Zomer 2013     | Zomer 2022   | 30 | 1       | 5          | 0                                          | 0           | 1  | 0       | 0          | 0                                          | 0           | 31 | 1       | 5          | 0                                          | 0           |
| 6  | Donny Gorter          | Nederland | Middenvelder | Winter 2016/17 | Zomer 2020   | 2  | 0       | 0          | 0                                          | 0           | 0  | 0       | 0          | 0                                          | 0           | 2  | 0       | 0          | 0                                          | 0           |
| 7  | Sheraldo Becker       | Nederland | Aanvaller    | Zomer 2016     | Zomer 2019   | 33 | 7       | 3          | 0                                          | 0           | 2  | 1       | 0          | 0                                          | 0           | 35 | 8       | 3          | 0                                          | 0           |
| 8  | Aaron Meijers         | Nederland | Verdediger   | Zomer 2012     | Zomer 2022   | 31 | 2       | 7          | 0                                          | 0           | 2  | 0       | 0          | 0                                          | 0           | 33 | 2       | 7          | 0                                          | 0           |
| 9  | Tomáš Necid           | Tsjechië  | Aanvaller    | Zomer 2018     | Zomer 2020   | 26 | 9       | 2          | 0                                          | 0           | 2  | 2       | 1          | 0                                          | 0           | 28 | 11      | 3          | 0                                          | 0           |
| 10 | Lex Immers            | Nederland | Middenvelder | Zomer 2017     | Zomer 2022   | 34 | 7       | 4          | 0                                          | 0           | 2  | 0       | 0          | 0                                          | 0           | 36 | 7       | 4          | 0                                          | 0           |
| 11 | John Goossens         | Nederland | Middenvelder | Winter 2017/18 | Zomer 2019   | 21 | 1       | 0          | 0                                          | 0           | 2  | 0       | 0          | 0                                          | 0           | 23 | 1       | 0          | 0                                          | 0           |
| 17 | Danny Bakker          | Nederland | Middenvelder | Winter 2012/13 | Zomer 2021   | 24 | 2       | 4          | 0                                          | 0           | 0  | 0       | 0          | 0                                          | 0           | 24 | 2       | 4          | 0                                          | 0           |
| 18 | Mike Havekotte        | Nederland | Doelman      | Zomer 2018     | Zomer 2019   | 1  | 0       | 0          | 0                                          | 0           | 0  | 0       | 0          | 0                                          | 0           | 1  | 0       | 0          | 0                                          | 0           |
| 19 | Shaquille Pinas       | Nederland | Verdediger   | Zomer 2017     | Zomer 2021   | 19 | 0       | 1          | 0                                          | 0           | 2  | 0       | 0          | 0                                          | 0           | 21 | 0       | 1          | 0                                          | 0           |
| 20 | Kyle Ebecilio         | Nederland | Middenvelder | Winter 2018/19 | Amateur      | 1  | 0       | 0          | 0                                          | 0           | 0  | 0       | 0          | 0                                          | 0           | 1  | 0       | 0          | 0                                          | 0           |
| 22 | Robert Zwinkels       | Nederland | Doelman      | Zomer 2005     | Zomer 2020   | 22 | 0       | 0          | 0                                          | 1           | 2  | 0       | 0          | 0                                          | 0           | 24 | 0       | 0          | 0                                          | 1           |
| 23 | Abdenasser El Khayati | Nederland | Middenvelder | Winter 2016/17 | Zomer 2020   | 33 | 17      | 1          | 0                                          | 0           | 2  | 3       | 0          | 0                                          | 0           | 35 | 20      | 1          | 0                                          | 0           |
| 25 | Robin Polley          | Nederland | Verdediger   | Zomer 2018     | Zomer 2021   | 0  | 0       | 0          | 0                                          | 0           | 1  | 0       | 0          | 0                                          | 0           | 1  | 0       | 0          | 0                                          | 0           |
| 26 | Thijmen Goppel        | Nederland | Verdediger   | Zomer 2017     | Zomer 2020   | 22 | 0       | 1          | 0                                          | 0           | 0  | 0       | 0          | 0                                          | 0           | 22 | 0       | 1          | 0                                          | 0           |
| 27 | Trevor David          | Nederland | Verdediger   | Zomer 2016     | Zomer 2019   | 0  | 0       | 0          | 0                                          | 0           | 0  | 0       | 0          | 0                                          | 0           | 0  | 0       | 0          | 0                                          | 0           |
| 28 | Mats van Kins         | Nederland | Middenvelder | Zomer 2017     | Zomer 2021   | 0  | 0       | 0          | 0                                          | 0           | 0  | 0       | 0          | 0                                          | 0           | 0  | 0       | 0          | 0                                          | 0           |
| 30 | Erik Falkenburg       | Nederland | Middenvelder | Zomer 2017     | Zomer 2019   | 24 | 5       | 1          | 0                                          | 0           | 0  | 0       | 0          | 0                                          | 0           | 24 | 5       | 1          | 0                                          | 0           |
| 31 | Chovanie Amatkarijo   | Nederland | Aanvaller    | Zomer 2016     | Zomer 2019   | 0  | 0       | 0          | 0                                          | 0           | 0  | 0       | 0          | 0                                          | 0           | 0  | 0       | 0          | 0                                          | 0           |
| 33 | Melvyn Lorenzen       | Oeganda   | Aanvaller    | Zomer 2017     | Zomer 2019   | 23 | 1       | 2          | 0                                          | 0           | 1  | 0       | 0          | 0                                          | 0           | 24 | 1       | 2          | 0                                          | 0           |
| 34 | Yahya Boussakou       | Nederland | Aanvaller    | Zomer 2018     | Zomer 2022   | 1  | 0       | 0          | 0                                          | 0           | 0  | 0       | 0          | 0                                          | 0           | 1  | 0       | 0          | 0                                          | 0           |
| 35 | Ricardo Kishna        | Nederland | Aanvaller    | Zomer 2017     | Zomer 2019   | 0  | 0       | 0          | 0                                          | 0           | 0  | 0       | 0          | 0                                          | 0           | 0  | 0       | 0          | 0                                          | 0           |
| 77 | Elson Hooi            | Curaçao   | Aanvaller    | Zomer 2017     | Zomer 2020   | 20 | 1       | 2          | 0                                          | 0           | 2  | 0       | 0          | 0                                          | 0           | 22 | 1       | 2          | 0                                          | 0           |

### Verhuurde spelers
| #  | Naam            | Land      | Positie      | Bij ADO sinds  | Contract tot | E. | Voetbal | Kreeg geel | Kreeg voor de tweede keer geel en dus rood | Weggestuurd | B. | Voetbal | Kreeg geel | Kreeg voor de tweede keer geel en dus rood | Weggestuurd | T. | Voetbal | Kreeg geel | Kreeg voor de tweede keer geel en dus rood | Weggestuurd |
| -- | --------------- | --------- | ------------ | -------------- | ------------ | -- | ------- | ---------- | ------------------------------------------ | ----------- | -- | ------- | ---------- | ------------------------------------------ | ----------- | -- | ------- | ---------- | ------------------------------------------ | ----------- |
| 16 | Hennos Asmelash | Nederland | Middenvelder | Winter 2016/17 | Zomer 2020   | 0  | 0       | 0          | 0                                          | 0           | 0  | 0       | 0          | 0                                          | 0           | 0  | 0       | 0          | 0                                          | 0           |
| 20 | Nick Kuipers    | Nederland | Verdediger   | Zomer 2017     | Zomer 2021   | 8  | 1       | 1          | 0                                          | 0           | 0  | 0       | 0          | 0                                          | 0           | 8  | 1       | 1          | 0                                          | 0           |
| 14 | Delano Ladan    | Nederland | Aanvaller    | Zomer 2017     | Zomer 2020   | 0  | 0       | 0          | 0                                          | 0           | 0  | 0       | 0          | 0                                          | 0           | 0  | 0       | 0          | 0                                          | 0           |

### Tussentijds vertrokken spelers
| #  | Naam         | Land      | Positie    | Bij ADO sinds | Contract tot | E. | Voetbal | Kreeg geel | Kreeg voor de tweede keer geel en dus rood | Weggestuurd | B. | Voetbal | Kreeg geel | Kreeg voor de tweede keer geel en dus rood | Weggestuurd | T. | Voetbal | Kreeg geel | Kreeg voor de tweede keer geel en dus rood | Weggestuurd |
| -- | ------------ | --------- | ---------- | ------------- | ------------ | -- | ------- | ---------- | ------------------------------------------ | ----------- | -- | ------- | ---------- | ------------------------------------------ | ----------- | -- | ------- | ---------- | ------------------------------------------ | ----------- |
| 15 | Bas Kuipers  | Nederland | Verdediger | Zomer 2017    | Zomer 2019   | 3  | 0       | 1          | 0                                          | 0           | 1  | 0       | 0          | 0                                          | 0           | 4  | 0       | 1          | 0                                          | 0           |
| 97 | Yuning Zhang | China     | Aanvaller  | Zomer 2018    | Zomer 2019   | 6  | 0       | 0          | 0                                          | 0           | 0  | 0       | 0          | 0                                          | 0           | 6  | 0       | 0          | 0                                          | 0           |

### Transfers
Zomer 2018: aangetrokken:
- Chovanie Amatkarijo → RKC Waalwijk (was verhuurd)
- Yahya Boussakou → eigen gelederen
- John Goossens → Chicago Fire (* vanaf dit seizoen speelgerechtigd)
- Mike Havekotte → Excelsior
- Ricardo Kishna → Lazio Roma (opnieuw gehuurd)
- Dion Malone → Qabala PFK
- Tomáš Necid → Bursaspor
- Shaquille Pinas → eigen gelederen (* vanaf dit seizoen definitief in selectie)
- Robin Polley → eigen gelederen
- Giovanni Troupée → FC Utrecht (gehuurd)
- Yuning Zhang → West Bromwich Albion (gehuurd)

Zomer 2018: vertrokken:
- Hennos Asmelash → TOP Oss (verhuurd)
- Tim Coremans → Sparta Rotterdam
- Édouard Duplan → Sparta Rotterdam
- Tyronne Ebuehi → SL Benfica
- Bjørn Johnsen → AZ
- Delano Ladan → TOP Oss (verhuurd)
- Thomas Meißner → Willem II (was al verhuurd)

Winter 2018/19: aangetrokken:
- Kyle Ebecilio → clubloos (* sloot zich aan bij de beloften)

Winter 2018/19: vertrokken:
- Bas Kuipers → FC Viitorul Constanța
- Nick Kuipers → FC Emmen (verhuurd)
- Yuning Zhang → Beijing Sinobo Guoan (was gehuurd van West Bromwich Albion)

### Technische staf
|                    | Naam                | Functie                        | Bij ADO sinds  | Contract tot  |
| ------------------ | ------------------- | ------------------------------ | -------------- | ------------- |
| Vlag van Nederland | Alfons Groenendijk  | Hoofdtrainer                   | Winter 2016/17 | Zomer 2021    |
| Vlag van Nederland | Dirk Heesen         | Assistent-trainer              | Winter 2016/17 | Zomer 2020    |
| Vlag van Nederland | Edwin de Graaf      | Assistent-trainer              | Zomer 2017     | Zomer 2022    |
| Vlag van Nederland | Raymond Mulder      | Keeperstrainer                 | Zomer 2016     | Zomer 2020    |
| Vlag van Nederland | John Nieuwenburg    | Loop- en hersteltrainer        | Zomer 2016     | Zomer 2020    |
| Vlag van Portugal  | Dino Nunes          | Verzorger                      |                |               |
| Vlag van Nederland | Rob Ravestein       | Materiaalman                   |                |               |
| Vlag van Nederland | Rob Ravestein       | Logistiek medewerker           |                |               |
| Vlag van Nederland | Jillis Zevenbergen  | Teammanager                    |                |               |
| Vlag van Nederland | Edwin Coret         | Fysiotherapeut                 |                |               |
| Vlag van Nederland | Ed Beeftink         | Clubarts                       |                | November 2018 |
| Vlag van Nederland | Bas Bulder          | Clubarts                       |                |               |
| Vlag van Nederland | Philip Nijgh        | Spelersbegeleider              |                |               |
| Vlag van Nederland | Virgilio Teixeira   | Trainer Beloften ADO           | Zomer 2017     | Zomer 2019    |
| Vlag van Nederland | Marvin van der Valk | Assistent-trainer Beloften ADO |                |               |
| Vlag van Nederland | Marvin van der Valk | Videoanalist                   |                |               |
| Vlag van Nederland | Edwin Grünholz      | Trainer ADO A1                 | Zomer 2017     | Zomer 2019    |
| Vlag van Nederland | Frans Danen         | Hoofd jeugdopleidingen         | Zomer 2017     | Zomer 2020    |

### Directie
|                    | Naam                 | Functie                                            | Contract tot |
| ------------------ | -------------------- | -------------------------------------------------- | ------------ |
| Vlag van China     | Wang Hui/ Felix Wu   | Eigenaar                                           |              |
| Vlag van Nederland | Mattijs Manders      | Algemeen directeur                                 |              |
| Vlag van Nederland | Henrik-Jan Rinner    | Financieel directeur                               |              |
| Vlag van Nederland | Jeffrey van As       | Manager Voetbalzaken                               | Zomer 2020   |
| Vlag van Nederland | Remco van der Veen   | Commercieel manager                                |              |
| Vlag van Nederland | Marcel van der Holst | Manager Stadion, Veiligheid & Wedstrijdorganisatie |              |

### Selectie Beloften ADO
Doelmannen:

Timon Fikkert

Youri Schoonderwaldt
Verdedigers:

Nadir Achahbar

Jamal Amofa

Hidde van den Ende

Dehninio Muringen

Tyrone Owusu

Robin Polley

Niels van Wetten
Middenvelders:

Kyle Ebecilio

Teun Heijberg

Sam van Huffel

Benjamin Reemst

Johnny Reynolds

Maarten Rieder

Nino Roffelsen
Aanvallers:

Chovanie Amatkarijo

Yahya Boussakou

Kick de Goede

Killian van Mil

Maarten Reyneveld
Transfers:

Nieuw: Chovanie Amatkarijo (RKC Waalwijk, was verhuurd), Jamal Amofa (SC Heerenveen), Hidde van den Ende, Teun Heijberg, Benjamin Reemst, Niels van Wetten (allen Feyenoord), Killian van Mil (Westlandia), Dehninio Muringen (FC Utrecht), Johnny Reynolds (Seattle Sounders FC), Nadir Achahbar, Yahya Boussakou, Timon Fikkert, Tyrone Owusu, Maarten Rieder, Youri Schoonderwaldt (allen eigen gelederen). Nieuw winterstop: Kyle Ebecilio (geen club).
Vertrokken: Salih Anez (nnb.), Hennos Asmelash (TOP Oss, verhuurd), Muhammed Atay (Yeni Orduspor), Kursat Cil (Konya Anadolu Selçukspor), Dean Guezen (CF La Nucía), Delano Kloos (nnb.), Delano Ladan (TOP Oss, verhuurd), Asim Metin (Anadolu Üsküdar 1908), Nigel Ogidi Nwankwo (Westlandia), Sergi Roeleveld (SVV Scheveningen), Joe van der Sar (RKC Waalwijk), Guy Smith (Noordwijk), Thijs Timmermans (FC Dordrecht).
Thijmen Goppel, Mats van Kins en Shaquille Pinas werden overgeheveld naar de A-selectie, maar bleven beschikbaar voor het tweede elftal.

## Statistieken ADO Den Haag in het seizoen 2018/19

### Clubtopscorers 2018/19
| #   | Naam                        | Doelpunten | Doelpunten | Doelpunten | Assists    | Assists    | Assists |
| #   | Naam                        | Eredivisie | KNVB Beker | Totaal     | Eredivisie | KNVB Beker | Totaal  |
| --- | --------------------------- | ---------- | ---------- | ---------- | ---------- | ---------- | ------- |
| 1.  | Abdenasser El Khayati       | 17         | 3          | 20         | 12         | 0          | 12      |
| 2.  | Tomáš Necid                 | 9          | 2          | 11         | 3          | 0          | 3       |
| 3.  | Sheraldo Becker             | 7          | 1          | 8          | 8          | 1          | 9       |
| 4.  | Lex Immers                  | 7          | 0          | 7          | 2          | 0          | 2       |
| 5.  | Erik Falkenburg             | 5          | 0          | 5          | 0          | 0          | 0       |
| 6.  | Melvyn Lorenzen             | 2          | 0          | 2          | 3          | 0          | 3       |
| 7.  | Danny Bakker                | 2          | 0          | 2          | 1          | 0          | 1       |
| 8.  | Aaron Meijers               | 2          | 0          | 2          | 0          | 0          | 0       |
| 9.  | Tom Beugelsdijk             | 0          | 1          | 1          | 3          | 0          | 3       |
| 10. | John Goossens               | 1          | 0          | 1          | 1          | 1          | 2       |
| 11. | Elson Hooi                  | 1          | 0          | 1          | 1          | 1          | 2       |
| 12. | Dion Malone                 | 1          | 0          | 1          | 2          | 0          | 2       |
| 13. | Giovanni Troupée            | 1          | 0          | 1          | 2          | 0          | 2       |
| 14. | Wilfried Kanon              | 1          | 0          | 1          | 0          | 1          | 1       |
| 15. | Nick Kuipers                | 1          | 0          | 1          | 0          | 0          | 0       |
| 16. | Shaquille Pinas             | 0          | 0          | 0          | 1          | 1          | 2       |
| 17. | eigen doelpunt tegenstander | 1          | 0          | 1          | -          | -          | -       |

### Doelmannen 2018/19
| #  | Naam             | Eredivisie  | Eredivisie       | Eredivisie      | Eredivisie                 | KNVB Beker  | KNVB Beker       | KNVB Beker      | KNVB Beker                 |
| #  | Naam             | Wedstrijden | Doelpunten tegen | De nul gehouden | Strafschoppen niet in doel | Wedstrijden | Doelpunten tegen | De nul gehouden | Strafschoppen niet in doel |
| -- | ---------------- | ----------- | ---------------- | --------------- | -------------------------- | ----------- | ---------------- | --------------- | -------------------------- |
| 1. | Robert Zwinkels  | 22*         | 36               | 7×              | 0/1                        | 2           | 5                | 1×              | 0/0                        |
| 2. | Indy Groothuizen | 12          | 25               | 1×              | 0/5                        | 0           | 0                | 0×              | 0/0                        |
| 3. | Mike Havekotte   | 1*          | 2                | 0×              | 0/1                        | 0           | 0                | 0×              | 0/0                        |

(*) Tijdens speelronde 18 (ADO-VVV) kreeg Robert Zwinkels in de 80ste minuut een rode kaart. Hierdoor mocht Mike Havekotte invallen en keepte hij tien minuten, hier weergegeven als één wedstrijd.

### Eindstand ADO Den Haag in Nederlandse Eredivisie 2018/19
| Stand | Gespeeld | Gewonnen | Gelijk | Verloren | Punten | Doelpunten voor | Doelpunten tegen | Gele kaarten | 2× Geel > Rood | Rode kaarten |
| ----- | -------- | -------- | ------ | -------- | ------ | --------------- | ---------------- | ------------ | -------------- | ------------ |
| 9e    | 34       | 12       | 9      | 13       | 45     | 58              | 63               | 54           | 0              | 1            |

### Stand, punten en doelpunten per speelronde 2018/19
| Speelronde              | 1                  | 2                  | 3                  | 4                  | 5                  | 6                  | 7                  | 8                  | 9                  | 10                 | 11                 | 12                 | 13                 | 14                 | 15                 | 16                 | 17                 | 18                 | 19                 | 20                 | 21                 | 22                 | 23                 | 24                 | 25                 | 26                 | 27                 | 28                 | 29                 | 30                 | 31                 | 32                 | 33                 | 34                 |
| ----------------------- | ------------------ | ------------------ | ------------------ | ------------------ | ------------------ | ------------------ | ------------------ | ------------------ | ------------------ | ------------------ | ------------------ | ------------------ | ------------------ | ------------------ | ------------------ | ------------------ | ------------------ | ------------------ | ------------------ | ------------------ | ------------------ | ------------------ | ------------------ | ------------------ | ------------------ | ------------------ | ------------------ | ------------------ | ------------------ | ------------------ | ------------------ | ------------------ | ------------------ | ------------------ |
| Trainer                 | Alfons Groenendijk | Alfons Groenendijk | Alfons Groenendijk | Alfons Groenendijk | Alfons Groenendijk | Alfons Groenendijk | Alfons Groenendijk | Alfons Groenendijk | Alfons Groenendijk | Alfons Groenendijk | Alfons Groenendijk | Alfons Groenendijk | Alfons Groenendijk | Alfons Groenendijk | Alfons Groenendijk | Alfons Groenendijk | Alfons Groenendijk | Alfons Groenendijk | Alfons Groenendijk | Alfons Groenendijk | Alfons Groenendijk | Alfons Groenendijk | Alfons Groenendijk | Alfons Groenendijk | Alfons Groenendijk | Alfons Groenendijk | Alfons Groenendijk | Alfons Groenendijk | Alfons Groenendijk | Alfons Groenendijk | Alfons Groenendijk | Alfons Groenendijk | Alfons Groenendijk | Alfons Groenendijk |
| Punten per speelronde   | 0                  | 0                  | 3                  | 3                  | 0                  | 1                  | 1                  | 3                  | 0                  | 1                  | 0                  | 0                  | 3                  | 0                  | 1                  | 3                  | 1                  | 0                  | 1                  | 3                  | 0                  | 3                  | 0                  | 1                  | 0                  | 0                  | 1                  | 1                  | 3                  | 3                  | 0                  | 3                  | 3                  | 3                  |
| Punten na speelronde    | 0                  | 0                  | 3                  | 6                  | 6                  | 7                  | 8                  | 11                 | 11                 | 12                 | 12                 | 12                 | 15                 | 15                 | 16                 | 19                 | 20                 | 20                 | 21                 | 24                 | 24                 | 27                 | 27                 | 28                 | 28                 | 28                 | 29                 | 30                 | 33                 | 36                 | 36                 | 39                 | 42                 | 45                 |
| Stand na speelronde     | 13e                | 16e                | 12e                | 6e                 | 10e                | 9e                 | 10e                | 8e                 | 10e                | 11e                | 12e                | 13e                | 10e                | 13e                | 12e                | 11e                | 11e                | 12e                | 13e                | 11e                | 13e                | 10e                | 12e                | 12e                | 12e                | 14e                | 13e                | 13e                | 12e                | 11e                | 12e                | 10e                | 10e                | 9e                 |
| Goals per speelronde    | 1                  | 2                  | 3                  | 4                  | 0                  | 1                  | 1                  | 1                  | 0                  | 1                  | 0                  | 0                  | 3                  | 1                  | 0                  | 3                  | 2                  | 2                  | 1                  | 2                  | 2                  | 1                  | 1                  | 1                  | 2                  | 0                  | 3                  | 0                  | 5                  | 3                  | 1                  | 3                  | 2                  | 6                  |
| Goals na speelronde     | 1                  | 3                  | 6                  | 10                 | 10                 | 11                 | 12                 | 13                 | 13                 | 14                 | 14                 | 14                 | 17                 | 18                 | 18                 | 21                 | 23                 | 25                 | 26                 | 28                 | 30                 | 31                 | 32                 | 33                 | 35                 | 35                 | 38                 | 38                 | 43                 | 46                 | 47                 | 50                 | 52                 | 58                 |
| Doelsaldo na speelronde | -1                 | -3                 | -1                 | +1                 | -6                 | -6                 | -6                 | -5                 | -7                 | -7                 | -10                | -11                | -10                | -14                | -14                | -11                | -11                | -13                | -13                | -11                | -12                | -11                | -15                | -15                | -16                | -17                | -17                | -17                | -12                | -11                | -13                | -11                | -9                 | -5                 |

### Thuis/uit-verhouding 2018/19
| Tegenstander | Ajax (1e) | AZ (4e) | FC Emmen (14e) | Excelsior (16e) | Feyenoord (3e) | Fortuna Sittard (15e) | De Graafschap (17e) | FC Groningen (8e) | sc Heerenveen (11e) | Heracles Almelo (7e) | NAC Breda (18e) | PEC Zwolle (13e) | PSV (2e) | FC Utrecht (6e) | Vitesse (5e) | VVV-Venlo (12e) | Willem II (10e) | Punten totaal |
| ------------ | --------- | ------- | -------------- | --------------- | -------------- | --------------------- | ------------------- | ----------------- | ------------------- | -------------------- | --------------- | ---------------- | -------- | --------------- | ------------ | --------------- | --------------- | ------------- |
| ADO thuis    | 1 - 5     | 0 - 1   | 1 - 2          | 3 - 1           | 2 - 2          | 3 - 1                 | 0 - 0               | 1 - 0             | 2 - 3               | 2 - 0                | 1 - 1           | 1 - 0            | 0 - 7    | 5 - 0           | 3 - 3        | 2 - 4           | 6 - 2           | 25            |
| ADO uit      | 5 - 1     | 2 - 3   | 3 - 2          | 2 - 4           | 0 - 2          | 0 - 0                 | 1 - 1               | 1 - 0             | 1 - 1               | 4 - 2                | 1 - 1           | 2 - 3            | 3 - 1    | 3 - 0           | 1 - 1        | 2 - 0           | 0 - 3           | 20            |
| Punten       | 0         | 3       | 0              | 6               | 4              | 4                     | 2                   | 3                 | 1                   | 3                    | 2               | 6                | 0        | 3               | 2            | 0               | 6               | 45            |

### Toeschouwersaantallen 2018/19
| Tegenstander | Ajax        | AZ           | FC Emmen     | Excelsior     | Feyenoord    | Fortuna Sittard | De Graafschap | FC Groningen | sc Heerenveen | Heracles Almelo | NAC Breda    | PEC Zwolle   | PSV          | FC Utrecht   | Vitesse      | VVV-Venlo    | Willem II    | Totaal (Gem.) |
| ------------ | ----------- | ------------ | ------------ | ------------- | ------------ | --------------- | ------------- | ------------ | ------------- | --------------- | ------------ | ------------ | ------------ | ------------ | ------------ | ------------ | ------------ | ------------- |
| ADO thuis    | 14.352 (0*) | 12.717 (331) | 11.324 (117) | 13.392 (±200) | 13.851 (500) | 11.600 (399)    | 11.105 (195)  | 11.584 (128) | 13.118 (200)  | 11.464 (115)    | 12.199 (396) | 12.253 (183) | 14.519 (500) | 13.022 (341) | 13.721 (155) | 10.181 (107) | 13.128 (?)   | -             |
| ADO uit      | 53.644 (0*) | 15.034 (460) | 8.301 (325)  | 3.940 (400)   | 45.000 (900) | 8.125 (249)     | 12.498 (334)  | 17.291 (143) | 16.550 (160)  | 10.414 (145)    | 18.547 (345) | 12.152 (173) | 34.300 (191) | 15.946 (317) | 14.023 (165) | 7.051 (230)  | 12.163 (195) | -             |

(*: Bij deze wedstrijden mochten er geen uitsupporters aanwezig zijn.)

(Dikgedrukt betekent dat het gehele stadion en/of het uitvak was uitverkocht tijdens deze wedstrijd.)

### Kaarten per speelronde 2018/19
| Speelronde              | 1   | 2   | 3   | 4   | 5    | 6   | 7   | 8   | 9   | 10  | 11  | 12  | 13  | 14  | 15  | 16  | 17  | 18  | 19  | 20  | 21  | 22  | 23  | 24  | 25  | 26  | 27  | 28  | 29  | 30  | 31  | 32  | 33  | 34  |
| ----------------------- | --- | --- | --- | --- | ---- | --- | --- | --- | --- | --- | --- | --- | --- | --- | --- | --- | --- | --- | --- | --- | --- | --- | --- | --- | --- | --- | --- | --- | --- | --- | --- | --- | --- | --- |
| Gele kaarten per duel   | 2   | 4   | 5   | 3   | 2    | 2   | 3   | 1   | 3   | 0   | 2   | 3   | 2   | 0   | 1   | 3   | 1   | 0   | 0   | 3   | 2   | 0   | 1   | 2   | 2   | 3   | 0   | 2   | 0   | 1   | 0   | 0   | 0   | 1   |
| Gele kaarten in totaal  | 2   | 6   | 11  | 14  | 16   | 18  | 21  | 22  | 25  | 25  | 27  | 30  | 32  | 32  | 33  | 36  | 37  | 37  | 37  | 40  | 42  | 42  | 43  | 45  | 47  | 50  | 50  | 52  | 52  | 53  | 53  | 53  | 53  | 54  |
| Rode kaarten per duel   | 0   | 0   | 0   | 0   | 0    | 0   | 0   | 0   | 0   | 0   | 0   | 0   | 0   | 0   | 0   | 0   | 0   | 1   | 0   | 0   | 0   | 0   | 0   | 0   | 0   | 0   | 0   | 0   | 0   | 0   | 0   | 0   | 0   | 0   |
| Rode kaarten in totaal  | 0   | 0   | 0   | 0   | 0    | 0   | 0   | 0   | 0   | 0   | 0   | 0   | 0   | 0   | 0   | 0   | 0   | 1   | 1   | 1   | 1   | 1   | 1   | 1   | 1   | 1   | 1   | 1   | 1   | 1   | 1   | 1   | 1   | 1   |
| Scheidsrechter per duel | Mar | Koo | Hig | Blo | Nijh | Man | Mul | Lin | Bla | Boe | Man | Hig | Mul | Boe | Bax | Kam | Blo | Man | Boe | Mul | Die | Koo | Man | Kui | Mar | Hig | Mul | Kam | Lin | Kui | Mak | Man | Mul | Mar |

(* 2× geel wordt in dit schema gezien als één rode kaart.)

### Eredivisie-doelpunten per kwartier
| Minuut       | 0-15 | 16-30 | 31-45 | 46-60 | 61-75 | 76-90 Haags Kwartiertje | Totaal |
| ------------ | ---- | ----- | ----- | ----- | ----- | ----------------------- | ------ |
| ADO          | 7    | 7     | 15    | 4     | 11    | 14                      | 58     |
| Tegenstander | 10   | 9     | 12    | 6     | 9     | 17                      | 63     |
| Totaal       | 17   | 16    | 27    | 10    | 20    | 31                      | 121    |

### Strafschoppen 2018/19
| Penalty's    | Penalty's gescoord | Penalty's gemist | Penalty's gepakt | Penalty's totaal | Gescoord door: | Gemist door: | Gepakt door:                                                           |
| ------------ | ------------------ | ---------------- | ---------------- | ---------------- | --- | ------------ | ---------------------------------------------------------------------- |
| ADO Den Haag | 6                  | 0                | 1                | 7                | 6: Abdenasser El Khayati | -            | 1: Alexei Koșelev (Fortuna Sittard, gemist door Abdenasser El Khayati) |
| Tegenstander | 7                  | 0                | 0                | 7                | 2: Peniel Mlapa (VVV-Venlo), Gastón Pereiro (PSV), 1: Anco Jansen (FC Emmen), Kristoffer Peterson (Heracles Almelo), Dušan Tadić (Ajax) | -            | -                                                                      |

### Bekertoernooi 2018/19
| Ronde   | Eerste kwalificatieronde | Tweede kwalificatieronde | Eerste ronde | Tweede ronde | Achtste finale | Kwartfinale | Halve finale | Finale |
| ------- | ------------------------ | ------------------------ | ------------ | ------------ | -------------- | ----------- | ------------ | ------ |
| Thuis   | nvt.                     | nvt.                     | OJC Rosmalen | Feyenoord    | x              | x           | x            | x      |
| Uit     | nvt.                     | nvt.                     | ADO Den Haag | ADO Den Haag | x              | x           | x            | x      |
| Uitslag | nvt.                     | nvt.                     | 0 - 6        | 5 - 1        | x              | x           | x            | x      |

### Statistieken aller tijden voor ADO (huidige selectie)
| #   | Naam                  | Wedstrijden | Wedstrijden | Wedstrijden | Wedstrijden | Wedstrijden | Doelpunten | Doelpunten | Doelpunten | Doelpunten | Doelpunten |
| #   | Naam                  | Competitie  | Beker       | Play-offs   | Europa      | Totaal      | Competitie | Beker      | Play-offs  | Europa     | Totaal     |
| --- | --------------------- | ----------- | ----------- | ----------- | ----------- | ----------- | ---------- | ---------- | ---------- | ---------- | ---------- |
| 1.  | Lex Immers            | 216         | 12          | 13          | 4           | 245         | 38         | 5          | 5          | 2          | 50         |
| 2.  | Aaron Meijers         | 211         | 10          | 2           | 0           | 223         | 5          | 0          | 0          | 0          | 5          |
| 3.  | Tom Beugelsdijk       | 160         | 10          | 2           | 0           | 172         | 13         | 1          | 0          | 0          | 14         |
| 4.  | Robert Zwinkels       | 150         | 14          | 3           | 0           | 167         | 0          | 0          | 0          | 0          | 0          |
| 5.  | Dion Malone           | 158         | 8           | 0           | 0           | 166         | 6          | 0          | 0          | 0          | 6          |
| 6.  | Danny Bakker          | 154         | 4           | 2           | 0           | 160         | 10         | 0          | 0          | 0          | 10         |
| 7.  | Wilfried Kanon        | 119         | 6           | 2           | 0           | 127         | 3          | 0          | 0          | 0          | 3          |
| 8.  | Sheraldo Becker       | 88          | 5           | 2           | 0           | 95          | 12         | 1          | 0          | 0          | 13         |
| 9.  | Abdenasser El Khayati | 77          | 3           | 2           | 0           | 82          | 30         | 3          | 3          | 0          | 36         |
| 10. | Erik Falkenburg       | 53          | 1           | 2           | 0           | 56          | 10         | 0          | 0          | 0          | 10         |
| 11. | / Elson Hooi          | 50          | 3           | 1           | 0           | 54          | 3          | 0          | 0          | 0          | 3          |
| 12. | / Melvyn Lorenzen     | 41          | 2           | 1           | 0           | 44          | 3          | 0          | 0          | 0          | 3          |
| 13. | Thijmen Goppel        | 36          | 0           | 1           | 0           | 37          | 0          | 0          | 0          | 0          | 0          |
| 14. | Donny Gorter          | 30          | 1           | 0           | 0           | 31          | 0          | 0          | 0          | 0          | 0          |
| 15. | Tomáš Necid           | 26          | 2           | 0           | 0           | 28          | 9          | 2          | 0          | 0          | 11         |
| 16. | Shaquille Pinas       | 24          | 2           | 0           | 0           | 26          | 0          | 0          | 0          | 0          | 0          |
| 17. | John Goossens         | 21          | 2           | 0           | 0           | 23          | 1          | 0          | 0          | 0          | 1          |
| 18. | Giovanni Troupée      | 21          | 2           | 0           | 0           | 23          | 1          | 0          | 0          | 0          | 1          |
| 19. | Indy Groothuizen      | 17          | 0           | 1           | 0           | 18          | 0          | 0          | 0          | 0          | 0          |
| 20. | Nick Kuipers          | 17          | 0           | 0           | 0           | 17          | 1          | 0          | 0          | 0          | 1          |
| 21. | Trevor David          | 10          | 1           | 0           | 0           | 11          | 0          | 0          | 0          | 0          | 0          |
| 22. | Kyle Ebecilio         | 7           | 0           | 0           | 0           | 7           | 0          | 0          | 0          | 0          | 0          |
| 23. | Delano Ladan          | 4           | 0           | 0           | 0           | 4           | 0          | 0          | 0          | 0          | 0          |
| 24. | Hennos Asmelash       | 3           | 0           | 0           | 0           | 3           | 0          | 0          | 0          | 0          | 0          |
| 25. | Ricardo Kishna        | 2           | 0           | 0           | 0           | 2           | 0          | 0          | 0          | 0          | 0          |
| 26. | Chovanie Amatkarijo   | 1           | 0           | 0           | 0           | 1           | 0          | 0          | 0          | 0          | 0          |
| 27. | Yahya Boussakou       | 1           | 0           | 0           | 0           | 1           | 0          | 0          | 0          | 0          | 0          |
| 28. | Mike Havekotte        | 1           | 0           | 0           | 0           | 1           | 0          | 0          | 0          | 0          | 0          |
| 29. | Mats van Kins         | 1           | 0           | 0           | 0           | 1           | 0          | 0          | 0          | 0          | 0          |
| 30. | Robin Polley          | 0           | 1           | 0           | 0           | 1           | 0          | 0          | 0          | 0          | 0          |

## Uitslagen

### Juni/Juli
| Oefenwedstrijd | LVV Lugdunum | 0 - 7 (0 - 1)                             | ADO Den Haag | Selectie ADO Den Haag: (Trainer: Alfons Groenendijk) |
| za. 30 juni 2018 Aanvangstijd: 14:30 uur Plaats: Leiden Sportpark Kikkerpolder II Toeschouwers: ? Scheidsrechter: Dick Jol Wedstrijdverslagen: Verslag ADO Verslag Omroep West |              | 0 - 1 0 - 2 0 - 3 0 - 4 0 - 5 0 - 6 0 - 7 | 39' Zhang (Goppel) 47' Araba (Hooi) 54' Van Kins (Hooi) 60' Araba 67' Rieder (Araba) 85' Asmelash (Hooi) 90' Bakker (Ladan) | OPSTELLING 1e HELFT: Groothuizen - Goppel, Beugelsdijk, Kanon, B. Kuipers - Immers , Goossens, Gorter - Boussakou, Zhang, Lorenzen OPSTELLING 2e HELFT: Havekotte - Asmelash, N. Kuipers, Pinas, Meijers - Rieder, Van Kins, Bakker - Hooi, Araba, Ladan |
| |              |                                           | | |

Afwezig: Johnsen (nog vakantie wegens interlands), Becker, El Khayati, Falkenburg, Zwinkels (rust/blessure), David (bezig met onderhandelingen)

Opmerkelijk: Proefspelers Mike Havekotte en Hakeem Araba en jeugdspelers Yahya Boussakou en Maarten Rieder kregen speelminuten.
| Oefenwedstrijd | HVV Laakkwartier | 1 - 10 (0 - 5)                                                     | ADO Den Haag | Selectie ADO Den Haag: (T: Alfons Groenendijk) |
| wo. 4 juli 2018 Aanvangstijd: 19:30 uur Plaats: Den Haag Sportpark Laakkwartier Toeschouwers: ? Scheidsrechter: Bas Persoon Wedstrijdverslagen: Verslag ADO Verslag Omroep West | Colakoglu 55'    | 0 - 1 0 - 2 0 - 3 0 - 4 0 - 5 0 - 6 0 - 7 1 - 7 1 - 8 1 - 9 1 - 10 | 6' Zhang 19' Lorenzen 32' Zhang (Hooi) 38' Immers (penalty) 45' Immers (Zhang) Gorter 49' Falkenburg (Ladan) 54' Falkenburg Araba 71' B. Kuipers (Falkenburg) 87' Boussakou (Goppel) 89' Falkenburg (B. Kuipers) | OPSTELLING 1e HELFT: Havekotte - Asmelash, Pinas, Kanon, Meijers - Immers, Van Kins, Bakker - Hooi, Zhang, Lorenzen OPSTELLING 2e HELFT: Havekotte - Goppel, N. Kuipers, Beugelsdijk, B. Kuipers - Goossens, Falkenburg, Gorter - Boussakou, Araba, Ladan |
| |                  |                                                                    | | |

Afwezig: Becker, David, El Khayati, Groothuizen, Johnsen, Zwinkels (rust/blessure)

Opmerkelijk: Proefspeler Mike Havekotte kreeg na deze wedstrijd een contract aangeboden en tekende voor één jaar bij ADO; Hakeem Araba niet.
| Oefenwedstrijd | SVV Scheveningen    | 1 - 3 (0 - 2)           | ADO Den Haag                                                         | Selectie ADO Den Haag: (T: Alfons Groenendijk) |
| za. 7 juli 2018 Aanvangstijd: 17:00 uur Plaats: Scheveningen Sportpark Houtrust Toeschouwers: ±1.500 Scheidsrechter: Luca Cantineau Wedstrijdverslagen: Verslag ADO Verslag Omroep West | De Niet (Gómez) 74' | 0 - 1 0 - 2 1 - 2 1 - 3 | 23' Falkenburg (Hooi) 36' Lorenzen (Meijers) 84' Goppel (N. Kuipers) | OPSTELLING 1e HELFT: Groothuizen - Company, Beugelsdijk, Kanon, Meijers - Immers, Goossens, Bakker - Hooi, Falkenburg, Lorenzen WISSELS: 46' Polley Company 49' Gorter Bakker OPSTELLING NA 61 MIN: Groothuizen - Polley, N. Kuipers, Pinas, B. Kuipers - Rieder, Van Kins, Gorter - Goppel, Reyneveld, Boussakou |
| |                     |                         |                                                                      | |

Afwezig: Becker, David, El Khayati, Havekotte, Johnsen, Zhang, Zwinkels (rust/blessure)

Opmerkelijk: Veel oud-ADO-spelers deden mee bij Scheveningen: Ferry de Jong, Leroy Resodihardjo, Barry Rog en Levi Schwiebbe. Proefspeler Biel Company kreeg speelminuten.
| Oefenwedstrijd | VV Goes               | 2 - 1 (1 - 0)     | ADO Den Haag | Selectie ADO Den Haag: (T: Alfons Groenendijk) |
| ma. 9 juli 2018 Aanvangstijd: 19:30 uur Plaats: Goes Sportpark Het Schenge Toeschouwers: ? Scheidsrechter: Jozef Ngoumouth Wedstrijdverslagen: Verslag ADO Verslag Omroep West | Tawfik 29' Tawfik 65' | 1 - 0 2 - 0 2 - 1 | 73' Hooi     | OPSTELLING 1e HELFT: Havekotte - Goppel, N. Kuipers, Pinas, B. Kuipers - Rieder, El Khayati, Gorter - Amatkarijo, Zhang, Boussakou WISSEL: 46' Falkenburg El Khayati OPSTELLING NA 55 MIN: Groothuizen - Polley, Beugelsdijk, Kanon, Meijers - Van Kins, Falkenburg, Immers - Hooi, Lorenzen, Goossens |
| |                       |                   |              | |

Afwezig: Bakker, Becker, David, Johnsen, Zwinkels (rust/blessure)

Opmerkelijk: ADO leed een zeldzame nederlaag in de oefencampagne, nota bene tegen de amateurs van Goes op de eerste dag van het Zeeuwse trainingskamp.
| Oefenwedstrijd | WHS | 0 - 2 (0 - 1) | ADO Den Haag                                     | Selectie ADO Den Haag: (T: Alfons Groenendijk) |
| di. 10 juli 2018 Aanvangstijd: 19:30 uur Plaats: Sint-Annaland Sportpark De Waaje Toeschouwers: ? Scheidsrechter: Harry Koster/ Stoffel Schipper Wedstrijdverslagen: Verslag ADO Verslag Omroep West |     | 0 - 1 0 - 2   | 3' El Khayati (Falkenburg) 87' B. Kuipers (Hooi) | OPSTELLING 1e HELFT: Havekotte - Goppel, Beugelsdijk, Kanon, Meijers - Immers, El Khayati, Bakker - Becker, Falkenburg, Van Kessel OPSTELLING 2e HELFT: Schoonderwaldt - Goppel, N. Kuipers, Pinas, B. Kuipers - Van Kins, Goossens, Gorter - Hooi, Zhang, Lorenzen WISSEL: 58' David Goppel |
| |     |               |                                                  | |

Afwezig: Groothuizen, Johnsen, Zwinkels (rust/blessure)

Opmerkelijk: Proefspeler Gino van Kessel deed mee aan deze wedstrijd.
| Oefenwedstrijd | VV De Jonge Spartaan | 0 - 10 (0 - 4)                                               | ADO Den Haag | Selectie ADO Den Haag: (T: Alfons Groenendijk) |
| vr. 13 juli 2018 Aanvangstijd: 19:30 uur Plaats: Middelharnis Sportpark Spartacus Toeschouwers: ±600 Scheidsrechter: Theo Vroegindeweij Wedstrijdverslagen: Verslag ADO Verslag Omroep West |                      | 0 - 1 0 - 2 0 - 3 0 - 4 0 - 5 0 - 6 0 - 7 0 - 8 0 - 9 0 - 10 | 15' B. Kuipers (Becker) 19' Pinas (Goossens) 32' Zhang (Becker) 34' Van Kessel (B. Kuipers) 51' Hooi (Van Kessel) 72' Van Lente (eigen goal) 76' Rieder (Bakker) 79' Bakker 83' Van Kessel (Kanon) 90' Goppel | OPSTELLING 1e HELFT: Groothuizen - David, Beugelsdijk, Pinas, B. Kuipers - Immers , Falkenburg, Goossens - Becker, Zhang, Van Kessel OPSTELLING 2e HELFT: Havekotte - Goppel, Kanon, Pinas, B. Kuipers - Rieder, El Khayati, Bakker - Hooi, Boussakou, Van Kessel WISSELS: 52' N. Kuipers Pinas 58' Gorter B. Kuipers |
| |                      |                                                              | | |

Afwezig: Johnsen, Lorenzen, Meijers, Zwinkels (rust/blessure)

Opmerkelijk: Proefspeler Gino van Kessel kreeg geen contract aangeboden. Deze wedstrijd sloot het trainingskamp in Zeeland af.
| Oefenwedstrijd | ADO Den Haag | 0 - 2 (0 - 0) | FC Dordrecht                                  | Selectie ADO Den Haag: (T: Alfons Groenendijk) | Selectie FC Dordrecht: (T: Gérard de Nooijer) |
| di. 17 juli 2018 Aanvangstijd: 19:30 uur Plaats: Den Haag Sportpark Laakkwartier Toeschouwers: ? Scheidsrechter: Erwin Blank Wedstrijdverslagen: Verslag ADO Verslag Omroep West |              | 0 - 1 0 - 2   | 56' Cijntje (Achahbar) 85' Achahbar (Cijntje) | OPSTELLING 1e HELFT: Groothuizen - Goppel, Beugelsdijk, Kanon, Meijers - Immers, El Khayati, Bakker - Becker, Zhang, Goossens WISSELS: 46' Zwinkels Groothuizen 46' B. Kuipers Meijers 46' Hooi Becker OPSTELLING NA 61 MIN: Zwinkels - David, Beugelsdijk, Bakker, B. Kuipers - Immers , Falkenburg, Gorter - Hooi, Zhang, Goossens WISSELS: 70' N. Kuipers Beugelsdijk 70' Van Huffel Immers 70' Reyneveld Zhang 70' Amatkarijo Goossens | OPSTELLING 1e HELFT: Stošković - Stankov, Breedijk, Montsma, Ormonde-Ottewill - Hogesteger, Smith, Timmermans, Mourgos - Schets, Zinga WISSELSPELERS: Janssen, Peijnenburg, Green, Agbaljan, El Bachir, Haydary, Cijntje, Achahbar |
| |              |               |                                               | | |

Afwezig: Johnsen, Lorenzen, Pinas (rust/blessure)

Opmerkelijk: Scheidsrechter Erwin Blank floot met een speciale eyetracking-bril op, waarmee alles kan worden gefilmd. Dat bleek nodig wat er werden verschillende fouten gemaakt: de 1-0 van ADO werd onterecht afgekeurd, even later werd niet gefloten voor buitenspel van Dordrecht vlak voor de 0-1. Mede hierdoor verloor ADO voor de tweede keer deze oefenperiode, voor de tweede keer van een op papier zwakkere tegenstander.
| Oefenwedstrijd | ADO Den Haag | 0 - 3 (0 - 1)     | TOP Oss                                           | Selectie ADO Den Haag: (T: Alfons Groenendijk) | Selectie TOP Oss: (T: Klaas Wels) |
| za. 21 juli 2018 Aanvangstijd: 14:30 uur Plaats: Den Haag Sportpark Laakkwartier Toeschouwers: ? Scheidsrechter: Martin Pérez Wedstrijdverslagen: Verslag ADO Verslag Omroep West |              | 0 - 1 0 - 2 0 - 3 | 2' Doğan 52' Ladan (Smeets) 78' Oztoprak (N'Koyi) | OPSTELLING 1e HELFT: Zwinkels - Goppel, Beugelsdijk, Pinas, B. Kuipers - Immers , Falkenburg, Gorter - Becker, Johnsen, Hooi WISSELS: 32' Zhang Johnsen 46' Havekotte Zwinkels 46' Kanon Pinas 46' Meijers B. Kuipers OPSTELLING NA 58 MIN: Havekotte - Van Huffel, Beugelsdijk, Kanon, Meijers - Immers, El Khayati, Bakker - Hooi, Zhang, Goossens WISSELS: 70' Van Kins Immers 70' Lorenzen Hooi | OPSTELLING 1e HELFT: Olij - Asmelash, Nieveld, Stuy van den Herik, Fleuren, Van der Sluys - Kaak, Janssen, Rommens - Van der Biezen, Doğan OPSTELLING 2e HELFT: Olij - Asmelash, Piqué, Verkoelen, Stuy van den Herik, Keurntjes - Nieveld, Janssen, Smeets - Van der Biezen, Ladan WISSELS: 61' Keukens Asmelash 61' Ter Borgh Stuy van den Herik 61' Oztoprak Nieveld 61' Salhi Janssen 61' N'Koyi Van der Biezen |
| |              |                   |                                                   | | |

Afwezig: David, Groothuizen (rust/blessure)

Opmerkelijk: ADO-huurlingen Hennos Asmelash en Delano Ladan deden mee bij TOP Oss. Voor de derde keer in korte tijd verloor ADO een oefenwedstrijd van een - op papier - makkelijkere tegenstander.
| Oefenwedstrijd | ADO Den Haag                                                         | 3 - 2 (1 - 1)                 | Athletic de Bilbao    | Selectie ADO Den Haag: (T: Alfons Groenendijk) | Selectie Athletic de Bilbao: (T: Eduardo Berizzo) |
| wo. 25 juli 2018 Aanvangstijd: 19:00 uur Plaats: De Lutte Sportpark De Stockakker Toeschouwers: X (besloten) Scheidsrechter: Patrick Smeenge Wedstrijdverslagen: Verslag ADO Verslag Omroep West | Becker (Falkenburg) 31' Falkenburg 48' El Khayati 51' B. Kuipers 67' | 0 - 1 1 - 1 2 - 1 3 - 1 3 - 2 | 18' Aduriz 73' Merino | BASISOPSTELLING: Groothuizen - Polley, Beugelsdijk, Kanon, B. Kuipers - Immers , El Khayati, Bakker - Becker, Falkenburg, Lorenzen WISSELS: 54' Hooi Becker 54' Zhang Falkenburg 62' Gorter El Khayati 62' Goossens Lorenzen | OPSTELLING 1e HELFT: Herrerín - De Marcos, Yeray, Núñez, Yuri Berchiche - Capa, Iturraspe, Córdoba - Williams, Aduriz, Muniain OPSTELLING 2e HELFT: Herrerín - Lekue, San José, Balenziaga, Ganea - Beñat, Nolaskoain, Mikel Rico - Susaeta, Sabin Merino, Andoni López |
| |                                                                      |                               |                       | | |

Afwezig: Johnsen (bezig met transfer), David, Goppel, Meijers (rust/blessure), N. Kuipers (tweede elftal)

Opmerkelijk: ADO wist wel knap te winnen van deze Baskische tegenstander. Tegelijkertijd speelde het tweede elftal van ADO een oefenwedstrijd tegen Antalyaspor. Dat duel eindigde in 0-1.
| Oefenwedstrijd | ADO Den Haag                                               | 3 - 1 (1 - 1)           | Panathinaikos FC     | Selectie ADO Den Haag: (T: Alfons Groenendijk) | Selectie Panathinaikos FC: (T: Georgios Donis) |
| za. 28 juli 2018 Aanvangstijd: 20:00 uur Plaats: Den Haag Cars Jeans Stadion Toeschouwers: ±1.000 Scheidsrechter: Allard Lindhout Wedstrijdverslagen: Verslag ADO Verslag Omroep West | Goossens (Becker) 23' Hooi (Becker) 30' Zhang (Bakker) 86' | 0 - 1 1 - 1 2 - 1 3 - 1 | 3' Chatzitheodoridis | BASISOPSTELLING: Zwinkels - Polley, Beugelsdijk, Kanon, Pinas - Immers , El Khayati, Goossens - Becker, Falkenburg, Hooi RESERVEBANK: Groothuizen, Havekotte, Goppel, N. Kuipers, Bakker, Gorter, Van Kins, Rieder, Lorenzen, Zhang WISSELS: 62' Bakker Immers 62' Goppel Becker 70' Lorenzen Hooi 70' Zhang Falkenburg 85' Rieder Goossens | BASISOPSTELLING: Dioudis - Johansson, Kolovetsios, Mavromatis, Chatzitheodoridis - Staikos, Bouzoukis, Kaçe - Coulibaly, Regakos, Chatzigiovannis RESERVEBANK: Kotsaris, Insúa, Ikonomou, Tzandaris, Donis, Theocharis, Apostolakis, Sechou, Emmanouilidis, Mounier, Economopoulos |
| |                                                            |                         |                      | | |

Afwezig: B. Kuipers (schorsing), David, Malone, Meijers (rust/blessure)

### Augustus
| Oefenwedstrijd | ADO Den Haag | 0 - 2 (0 - 0) | Aris Saloniki                  | Selectie ADO Den Haag: (T: Alfons Groenendijk) | Selectie Aris Saloniki: (T: Paco Herrera) |
| vr. 3 augustus 2018 Aanvangstijd: 19:00 uur Plaats: Den Haag Cars Jeans Stadion Toeschouwers: ±1.000 Scheidsrechter: Christiaan Bax Wedstrijdverslagen: Verslag ADO Verslag Omroep West |              | 0 - 1 0 - 2   | 57' Diguiny 72' Diamantopoulos | BASISOPSTELLING: Groothuizen - Polley, Beugelsdijk, Kanon, Meijers - Immers, El Khayati, Bakker - Becker, Falkenburg, Lorenzen RESERVEBANK: Zwinkels, Havekotte, Goppel, N. Kuipers, Pinas, B. Kuipers, Malone, Gorter, Van Kins, Goossens, Hooi WISSELS: 31' B. Kuipers Meijers 69' Malone Polley 69' Goppel Becker 69' Goossens Falkenburg 69' Hooi Lorenzen | BASISOPSTELLING: Cuesta - Tzanakakis, Vélez, Delizisis, Valerianos - Basha, Matilla, Colazo - Diguiny, Nazlidis, García RESERVEBANK: Anagnostopoulos, Kantimiris, Konstantinidis, Hugo Sousa, Menéndez, Intzoglou, Stampoulidis, Pavlidis, Mpakoutsis, Milunovic, Diamantopoulos |
| |              |               |                                | | |

Afwezig: Zhang (interlands), David (blessure)

Opmerkelijk: Spits Yuning Zhang was enkele weken afwezig, hij nam namens China onder 23 deel aan de Aziatische Spelen.
| Eredivisie 1e speelronde | ADO Den Haag                             | 1 - 2 (0 - 2)     | FC Emmen                                        | Selectie ADO Den Haag: (T: Alfons Groenendijk) | Selectie FC Emmen: (T: Dick Lukkien) |
| zo. 12 augustus 2018 Aanvangstijd: 12:15 uur Plaats: Den Haag Cars Jeans Stadion Toeschouwers: 11.324 Scheidsrechter: Richard Martens Assistenten: Siebert, Kleinjan, Ruperti VAR: Mulder, Dieperink Wedstrijdverslagen: Verslag ADO Verslag Omroep West Verslag FCUpdate | Becker 62' D. Bakker 82' Beugelsdijk 90' | 0 - 1 0 - 2 1 - 2 | 37' Bijl (Jansen) 42' Jansen (penalty) 81' Klok | BASISOPSTELLING: Groothuizen - Malone, Beugelsdijk, Kanon, Meijers - Immers, El Khayati, D. Bakker - Becker, Falkenburg, Lorenzen RESERVEBANK: Zwinkels, Havekotte, Goppel, Polley, N. Kuipers, Pinas, B. Kuipers, Gorter, Goossens, Hooi WISSELS: 58' Hooi Lorenzen 75' Goppel Malone 75' Goossens Meijers MOTM in het stadion: Lex Immers | BASISOPSTELLING: Scherpen - Klok, Veendorp, N. Bakker, Cavlan - Bijl, Ben Moussa, Jansen , Marinus - Slagveer, Pedersen RESERVEBANK: Telgenkamp, Van der Vlag, Gronsveld, Siekman, Bourdouxhe, Chacón, Bos, Arias, Peters WISSELS: 68' Chacón Pedersen 79' Gronsveld Ben Moussa 90+3' Siekman Jansen |

Afwezig: Zhang (interlands), David (blessure)

Opmerkelijk: John Goossens maakte zijn ADO-debuut. ADO verloor opmerkelijk van Eredivisie-debutant FC Emmen. Sinds dit seizoen krijgen Eredivisie-scheidsrechters hulp van de videoscheidsrechter (VAR). Sheraldo Becker maakte de eerste ADO-goal van dit seizoen. Erik Falkenburg liep in de slotfase van deze wedstrijd een gebroken neus op.
| Eredivisie 2e speelronde | Heracles Almelo                                                                              | 4 - 2 (3 - 2)                       | ADO Den Haag                                                                                              | Selectie ADO Den Haag: (T: Alfons Groenendijk) | Selectie Heracles Almelo: (T: Frank Wormuth) |
| za. 18 augustus 2018 Aanvangstijd: 20:45 uur Plaats: Almelo Polman Stadion Toeschouwers: 10.414 Scheidsrechter: Joey Kooij Assistenten: Janson, Strijker, Van der Laan VAR: Nijhuis, Dieperink Wedstrijdverslagen: Verslag ADO Verslag Omroep West Verslag FCUpdate | Peterson (penalty) 3' Van Hintum 7' Dalmau 43' Peterson (Breukers) 68' Merkel 71' Dalmau 80' | 1 - 0 2 - 0 2 - 1 2 - 2 3 - 2 4 - 2 | 12' Malone (El Khayati) 38' Breukers (eigen doelpunt) 38' Becker 45' Beugelsdijk 73' Kanon 90+2' Lorenzen | BASISOPSTELLING: Groothuizen - Malone, Beugelsdijk, Kanon, Meijers - Immers, El Khayati, Bakker - Becker, Lorenzen, Hooi RESERVEBANK: Zwinkels, Havekotte, Goppel, Polley, N. Kuipers, Pinas, B. Kuipers, Gorter, Van Kins, Goossens WISSELS: 46' N. Kuipers Beugelsdijk 67' Goppel Hooi 70' Goossens Immers | BASISOPSTELLING: Blaswich - Breukers, Van den Buijs, Pröpper , Van Hintum - Duarte, Osman, Van Nieff - Kuwas, Dalmau, Peterson RESERVEBANK: Brouwer, Droste, Sama, Czyborra, Merkel, Niemeijer, Van der Water, Vermeij WISSELS: 56' Merkel Van Nieff 81' Van der Water Kuwas 85' Droste Breukers |

Afwezig: Zhang (interlands), David, Falkenburg (blessure)

Opmerkelijk: Tim Breukers bleek voorafgaand aan de 4-2 buitenspel te staan. Dit werd echter niet gezien door zowel de scheidsrechter en de grensrechters als de VAR. Na protesten van trainer Alfons Groenendijk kreeg hij een gele kaart, een regel die sinds dit seizoen bestond. Hiermee werd Groenendijk de eerste Eredivisie-trainer die een gele kaart kreeg. Na afloop van de wedstrijd ging het vooral over deze dwaling van het arbitrale sextet; Groenendijk noemde de VAR 'de Vreselijke Arbitrale Ravage'. Net als het voorgaande seizoen verloor ADO de eerste twee wedstrijden van het seizoen. Ook in die wedstrijden maakte de tegenstander (de eerste) twee doelpunten.
| Eredivisie 3e speelronde | ADO Den Haag | 3 - 1 (2 - 0)           | Fortuna Sittard                   | Selectie ADO Den Haag: (T: Alfons Groenendijk) | Selectie Fortuna Sittard: (T: René Eijer) |
| vr. 24 augustus 2018 Aanvangstijd: 20:00 uur Plaats: Den Haag Cars Jeans Stadion Toeschouwers: 11.600 Scheidsrechter: Dennis Higler Assistenten: Van Zuilen, Brondijk, Bos VAR: Bax, Van Roekel Wedstrijdverslagen: Verslag ADO Verslag Omroep West Verslag FCUpdate | Lorenzen (Beugelsdijk) 21' Meijers 26' El Khayati (penalty) 42' Beugelsdijk 45' Becker 45+1' El Khayati (Lorenzen) 55' Lorenzen 58' El Khayati 73' Goppel 76' | 1 - 0 2 - 0 3 - 0 3 - 1 | 72' Dammers 84' Semedo (Stokkers) | BASISOPSTELLING: Groothuizen - Malone, Beugelsdijk, Kanon, Meijers - Immers, El Khayati, Goossens - Becker, Lorenzen, Hooi RESERVEBANK: Zwinkels, Havekotte, Goppel, Polley, N. Kuipers, Pinas, B. Kuipers, Gorter, Rieder, Falkenburg WISSELS: 74' Goppel Goossens 83' Falkenburg Lorenzen 85' Gorter El Khayati MOTM in het stadion: Elson Hooi | BASISOPSTELLING: Koșelev - Essers, Dammers , Heerings, Pinto - Smeets, Diemers, El Messaoudi - Semedo, Novakovich, Vidigal RESERVEBANK: Özer, Koot, Ciranni, Niňaj, Ospitalieri, Ciss, Vlijter, Hutten, Kojić, Stokkers WISSELS: 64' Vlijter Vidigal 82' Stokkers El Messaoudi |

Afwezig: Zhang (interlands), Bakker, David (blessure)

Opmerkelijk: Vanwege zijn neusblessure speelde Erik Falkenburg met een masker. John Goossens kreeg zijn eerste basisplaats bij ADO. De eerste overwinning van het seizoen was in deze derde speelronde een feit. Yuning Zhang overleefde met China onder 23 de groepsfase van de Asian Games, maar verloor in de achtste finale en keerde dus, weliswaar geblesseerd, terug bij ADO. Abdenasser El Khayati speelde zijn 50ste officiële wedstrijd voor ADO.

### September
| Eredivisie 4e speelronde | Excelsior                                                    | 2 - 4 (0 - 2)                       | ADO Den Haag | Selectie ADO Den Haag: (T: Alfons Groenendijk) | Selectie SBV Excelsior: (T: Adrie Poldervaart) |
| za. 1 september 2018 Aanvangstijd: 19:45 uur Plaats: Rotterdam Van Donge & De Roo Stadion Toeschouwers: 3.940 Scheidsrechter: Kevin Blom Assistenten: Schaap, Langkamp, Pérez VAR: Mulder, Kooij Wedstrijdverslagen: Verslag ADO Verslag Omroep West Verslag FCUpdate | Anderson 54' Anderson (Koolwijk) 70' Mahmudov (Ómarsson) 72' | 0 - 1 0 - 2 0 - 3 0 - 4 1 - 4 2 - 4 | 21' El Khayati (penalty) 25' Hooi 45+1' El Khayati (Necid) 47' Immers 65' El Khayati (Necid) 69' El Khayati (Malone) 82' Meijers | BASISOPSTELLING: Groothuizen - Troupée, Beugelsdijk, Kanon, Meijers - Immers, El Khayati, Malone - Becker, Necid, Hooi RESERVEBANK: Zwinkels, Havekotte, Goppel, Polley, N. Kuipers, Pinas, B. Kuipers, Gorter, Goossens, Lorenzen WISSELS: 79' Lorenzen Hooi 90+2' N. Kuipers El Khayati | BASISOPSTELLING: Stevens - Fortes, Mattheij, Matthys, Burnet - Schouten, Messaoud, Koolwijk - Anderson, Ómarsson, Bruins RESERVEBANK: Damen, De Fockert, Payne, Oude Kotte, Van der Meer, Hadouir, Haspolat, Edwards, Mahmudov WISSELS: 46' Mahmudov Messaoud 80' Edwards Anderson 88' Hadouir Ómarsson |

Afwezig: Bakker, David, Falkenburg, Kishna, Zhang (blessure)

Opmerkelijk: Erik Falkenburg ging op de vrijdagtraining door zijn enkel en was afwezig. Ook de revaliderende Ricardo Kishna zat nog een tijd niet bij de wedstrijdselectie. Wilfried Kanon speelde zijn 100ste officiële wedstrijd voor ADO. Abdenasser El Khayati zette een record neer; nog niet eerder scoorde een ADO-speler in de Eredivisie vier doelpunten in een uitwedstrijd. Zijn Haagse voorgangers waren (wel allemaal op het een-na-hoogste niveau): Harry van der Laan (1991), Lex Rijnvis (1961) en Roel Timmer (1959). Met zes treffers in totaal stond El Khayati bovenaan de landelijke topscorerslijst. De laatste ADO-speler die dit voor elkaar kreeg was Michiel Kramer (seizoen 2013/14). Ook maakte de Marokkaans-Nederlandse middenvelder voor het eerst een hattrick op het hoogste niveau sinds Harry van der Laan dat deed in 1992. Tijdens dit duel maakten aankopen Giovanni Troupée en Tomáš Necid (die twee assists gaf) hun ADO-debuut. De zesde plaats op de ranglijst was de hoogste onder leiding van hoofdtrainer Alfons Groenendijk.
| Oefenwedstrijd | Telstar        | 1 - 2 (1 - 2)     | ADO Den Haag                              | Selectie ADO Den Haag: (T: Alfons Groenendijk) | Selectie Telstar: (T: Mike Snoei) |
| di. 4 september 2018 Aanvangstijd: 14:00 uur Plaats: Velsen-Zuid Rabobank IJmond Stadion Toeschouwers: ±300 Scheidsrechter: Luuk Timmer Wedstrijdverslagen: Verslag ADO Verslag ADOFans | El Idrissi 24' | 0 - 1 1 - 1 1 - 2 | 19' Goppel (Polley) 42' Lorenzen (Gorter) | BASISOPSTELLING: Zwinkels - Polley, N. Kuipers, Pinas, B. Kuipers - Gorter, Rieder, Goossens - Goppel, Lorenzen, Boussakou RESERVEBANK: Havekotte, Troupée, Beugelsdijk, Meijers, Malone, Immers, El Khayati, Becker, Necid | BASISOPSTELLING: Zonneveld - Bronkhorst, Groot, Imanuel, Rosheuvel - Lynen, Van Haaren, Lemonis - Mertens, Van der Laan, El Idrissi RESERVEBANK: Van der Maaten, Springer, Balmy, Nimmermeer WISSELS: 46' Nimmermeer Lynen 74' Springer Mertens 74' Balmy El Idrissi |

Afwezig: Groothuizen, Hooi, Kanon (interlands), Bakker, David, Falkenburg, Kishna, Zhang (blessure)

Opmerkelijk: Elson Hooi scoorde voor Curaçao een doelpunt en won uiteindelijk met 10-0 van Grenada; Wilfried Kanon speelde mee in de met 1-2 gewonnen wedstrijd van Ivoorkust tegen Rwanda; Indy Groothuizen bleef bij Jong Oranje twee wedstrijden op de bank.
| Eredivisie 5e speelronde | ADO Den Haag                | 0 - 7 (0 - 2)                             | PSV | Selectie ADO Den Haag: (T: Alfons Groenendijk) | Selectie PSV: (T: Mark van Bommel) |
| za. 15 september 2018 Aanvangstijd: 18:30 uur Plaats: Den Haag Cars Jeans Stadion Toeschouwers: 14.519 Scheidsrechter: Bas Nijhuis Assistenten: Van de Ven, Schaap, Van der Eijk VAR: Kamphuis, Van Dongen Wedstrijdverslagen: Verslag ADO Verslag Omroep West Verslag FCUpdate | Meijers 27' Beugelsdijk 42' | 0 - 1 0 - 2 0 - 3 0 - 4 0 - 5 0 - 6 0 - 7 | 18' Lozano 45+2' De Jong (Angeliño) 54' Pereiro (penalty) 73' Lozano (Gutiérrez) 75' Gutiérrez (Pereiro) 90+2' Bergwijn 90+5' Pereiro (penalty) | BASISOPSTELLING: Groothuizen - Troupée, Beugelsdijk, Kanon, Meijers - Immers, El Khayati, Malone - Becker, Necid, Hooi RESERVEBANK: Zwinkels, Havekotte, Goppel, Polley, N. Kuipers, Pinas, B. Kuipers, Gorter, Goossens, Lorenzen WISSELS: 57' B. Kuipers Meijers 64' N. Kuipers Beugelsdijk 76' Lorenzen Hooi Er werd bij deze wedstrijd geen MOTM gekozen. | BASISOPSTELLING: Zoet - Dumfries, Schwaab, Viergever, Angeliño - Rosario, Pereiro, Hendrix - Lozano, De Jong , Bergwijn RESERVEBANK: Room, Van Osch, Teze, Isimat-Mirin, Sainsbury, Behich, Gutiérrez, Ramselaar, Malen, Mauro Júnior, Sadílek, Gakpo WISSELS: 70' Gutiérrez Rosario 76' Malen Lozano 79' Behich Dumfries |

Afwezig: Bakker, David, Falkenburg, Kishna, Zhang (blessure)

Opmerkelijk: Een van de grootste nederlagen voor ADO sinds lange tijd. De VAR kende in de 53ste minuut een strafschop toe aan PSV, na een overtreding van Aaron Meijers die niet werd beoordeeld door scheidsrechter Bas Nijhuis. Assistent-trainer Dirk Heesen kreeg in de 90+4e minuut een rode kaart wegens aanmerkingen op de leiding bij de vierde official en de scheidsrechter. Hij kreeg hiervoor één duel schorsing. In alle vijf wedstrijden tot nu toe van de Haagse ploeg werd minstens één strafschop gegeven.
| Eredivisie 6e speelronde | Vitesse                                                  | 1 - 1 (1 - 0) | ADO Den Haag                         | Selectie ADO Den Haag: (T: Alfons Groenendijk) | Selectie Vitesse: (T: Leonid Slutsky) |
| za. 22 september 2018 Aanvangstijd: 20:45 uur Plaats: Arnhem GelreDome Toeschouwers: 14.023 Scheidsrechter: Jeroen Manschot Assistenten: Honig, Dobre, Dieperink VAR: Gözübüyük, Langkamp Wedstrijdverslagen: Verslag ADO Verslag Omroep West Verslag FCUpdate | Matavž (Beerens) 18' Van der Werff 58' Van der Werff 90' | 1 - 0 1 - 1   | 65' El Khayati 72' Immers 75' Malone | BASISOPSTELLING: Groothuizen - Troupée, N. Kuipers, Kanon, Meijers - Immers, El Khayati, Malone - Becker, Necid, Hooi RESERVEBANK: Zwinkels, Havekotte, Goppel, Polley, Pinas, B. Kuipers, Gorter, Goossens, Van Kins, Lorenzen WISSELS: 66' Goppel Hooi 83' Pinas Malone 87' Lorenzen Necid | BASISOPSTELLING: Eduardo - Karavajev, Van der Werff , Clarke-Salter, Büttner - Bero, Serero, Foor - Beerens, Matavž, Ødegaard RESERVEBANK: Pasveer, Karami, Doekhi, Clark, Bruns, Linssen, Darfalou WISSELS: 66' Linssen Ødegaard 71' Darfalou Bero |

Afwezig: Beugelsdijk (schorsing), Bakker, David, Falkenburg, Kishna, Zhang (blessure)

Opmerkelijk: Met zijn zevende doelpunt bleef Abdenasser El Khayati topscorer van de Eredivisie, samen met Heracles-aanvaller Kristoffer Peterson.
| KNVB Beker Eerste ronde | OJC Rosmalen     | 0 - 6 (0 - 3)                       | ADO Den Haag | Selectie ADO Den Haag: (T: Alfons Groenendijk) | Selectie OJC Rosmalen: (T: Bas Gösgens) |
| wo. 26 september 2018 Aanvangstijd: 17:00 uur Plaats: Rosmalen Sportpark De Groote Wielen Toeschouwers: ? Scheidsrechter: Dennis Higler Assistenten: Goossens, Van Zuilen, Hensgens Wedstrijdverslagen: Verslag ADO Verslag FCUpdate | Van de Sande 24' | 0 - 1 0 - 2 0 - 3 0 - 4 0 - 5 0 - 6 | 24' El Khayati (vrije trap) 27' Necid 39' Beugelsdijk (Pinas) 49' Necid 59' El Khayati (Hooi) 85' Becker (Goossens) 87' Necid (Becker) | BASISOPSTELLING: Zwinkels - Troupée, Beugelsdijk, Pinas, Meijers - Immers, El Khayati, Malone - Becker, Necid, Hooi RESERVEBANK: Groothuizen, Havekotte, Goppel, Polley, N. Kuipers, B. Kuipers, Gorter, Goossens, Van Kins, Lorenzen WISSELS: 61' Polley Troupée 61' B. Kuipers Meijers 66' Goossens Malone | BASISOPSTELLING: Tinus - Habraken, Schapendonk, Van Doremalen, Van Hoof - Van Gestel, Van de Sande, Nieuwendaal - Meerveld, Meeuwsen , Dibbets RESERVEBANK: Sanstra, Scholts, Moghal, Van den Boogaard, Allali, Theunisse, Van Ooijen, Van Kempen WISSELS: 46' Moghal Van de Sande 63' Van den Boogaard Meerveld 73' Van Kempen Dibbets |
| |                  |                                     | | | |

Afwezig: Bakker, David, Falkenburg, Kanon, Kishna, Zhang (blessure/rust)

Opmerkelijk: Tom Beugelsdijk speelde zijn 150ste officiële wedstrijd voor ADO; Abdenasser El Khayati maakte zijn 25ste officiële ADO-doelpunt. Spits Tomáš Necid maakte zijn eerste treffers voor ADO; rechtsback Robin Polley maakte zijn debuut in het shirt van ADO. Deze overwinning was de grootste in het bekertoernooi sinds augustus 2005; toen was de tegenstander Groesbeekse Boys (0-12).
| Eredivisie 7e speelronde | sc Heerenveen               | 1 - 1 (1 - 1) | ADO Den Haag                                               | Selectie ADO Den Haag: (T: Alfons Groenendijk) | Selectie sc Heerenveen: (T: Jan Olde Riekerink) |
| za. 29 september 2018 Aanvangstijd: 18:30 uur Plaats: Heerenveen Abe Lenstra Stadion Toeschouwers: 16.550 Scheidsrechter: Siemen Mulder Assistenten: Zeinstra, Ketting, Van Herk VAR: Blank, Hubers Wedstrijdverslagen: Verslag ADO Verslag Omroep West Verslag FCUpdate | Vlap (Zeneli) 31' Høegh 65' | 1 - 0 1 - 1   | 36' Kanon 45' Necid (El Khayati) 53' Necid 70' Beugelsdijk | BASISOPSTELLING: Groothuizen - Troupée, Beugelsdijk, Kanon, Meijers - Immers, El Khayati, Malone - Becker, Necid, Hooi RESERVEBANK: Zwinkels, Havekotte, Goppel, Polley, N. Kuipers, Pinas, B. Kuipers, Gorter, Goossens, Lorenzen WISSELS: 57' Pinas Kanon 72' Goppel Hooi 81' Lorenzen Troupée | BASISOPSTELLING: Hahn - Floranus, Høegh , Bulthuis, Woudenberg - Thorsby, Vlap, Rienstra - Kobayashi, Lammers, Zeneli RESERVEBANK: Bednarek, Doornbusch, Næss, Bruijn, Kongolo, Van Amersfoort, Rojas, Van Bergen, Hornkamp WISSELS: 69' Van Amersfoort Vlap 81' Van Bergen Zeneli |

Afwezig: Bakker, David, Falkenburg, Kishna, Zhang (blessure)

Opmerkelijk: Necid maakte met het hoofd zijn eerste competitiedoelpunt voor ADO.

### Oktober
| Oefenwedstrijd | ADO Den Haag                   | 3 - 1 (2 - 0)           | FC Den Bosch | Selectie ADO Den Haag: (T: Dirk Heesen*) |
| di. 2 oktober 2018 Aanvangstijd: 14:00 uur Plaats: Den Haag Cars Jeans Stadion Toeschouwers: 0 Scheidsrechter: Mark Langendoen Wedstrijdverslagen: Verslag ADO Verslag Omroep West | Polley Gorter (penalty) Goppel | 1 - 0 2 - 0 3 - 0 3 - 1 | Imrane       | BASISOPSTELLING: Zwinkels - Polley, N. Kuipers, Pinas, B. Kuipers - Gorter, Van Kins, Goossens - Goppel, Falkenburg, Lorenzen, WISSELS: 46' Boussakou Falkenburg 88' Hooi Van Kins |

Afwezig: Bakker, Becker, Beugelsdijk, David, El Khayati, Groothuizen, Immers, Kanon, Kishna, Malone, Meijers, Necid, Troupée, Zhang (blessure/rust)

Opmerkelijk: Tijdens dit geheime oefenduel kregen aan beide kanten voornamelijk wisselspelers speeltijd. Ook mocht assistent-trainer Dirk Heesen de honneurs als hoofdcoach waarnemen.
| Eredivisie 8e speelronde | ADO Den Haag                    | 1 - 0 (1 - 0) | FC Groningen              | Selectie ADO Den Haag: (T: Alfons Groenendijk) | Selectie FC Groningen: (T: Danny Buijs) |
| za. 6 oktober 2018 Aanvangstijd: 18:30 uur Plaats: Den Haag Cars Jeans Stadion Toeschouwers: 11.584 Scheidsrechter: Allard Lindhout Assistenten: Strijker, Lapar, Nagtegaal VAR: Teuben, Van Dongen Wedstrijdverslagen: Verslag ADO Verslag Omroep West Verslag FCUpdate | Hooi (El Khayati) 32' Kanon 69' | 1 - 0         | 69' Te Wierik 86' Hrustic | BASISOPSTELLING: Groothuizen - Troupée, Beugelsdijk, Kanon, B. Kuipers - Immers , El Khayati, Malone - Becker, Necid, Hooi RESERVEBANK: Zwinkels, Havekotte, Goppel, Polley, N. Kuipers, Pinas, Gorter, Goossens, Lorenzen, Falkenburg WISSELS: 78' Goossens El Khayati 78' Lorenzen Becker 88' Goppel Hooi MOTM in het stadion: Elson Hooi | BASISOPSTELLING: Padt - Te Wierik , Memišević, Chabot, Handwerker - Hrustic, Warmerdam, Van de Looi - Antuna, Doan, Mendes Moreira RESERVEBANK: Begois, Boevink, Zeefuik, Reis, Van Kaam, Mahi, Pohl WISSELS: 56' Mahi Mendes Moreira 72' Van Kaam Van de Looi 83' Pohl Handwerker |

Afwezig: Bakker, David, Kishna, Meijers, Zhang (blessure)

Opmerkelijk: Doelman Indy Groothuizen hield voor de eerste keer bij ADO 'de nul'. Middenvelder Abdenasser El Khayati was betrokken bij de laatste negen Eredivisie-goals van ADO, als doelpuntenmaker of als assist-gever.
| Eredivisie 9e speelronde | VVV-Venlo                                                   | 2 - 0 (1 - 0) | ADO Den Haag                                         | Selectie ADO Den Haag: (T: Alfons Groenendijk) | Selectie VVV-Venlo: (T: Maurice Steijn) |
| zo. 21 oktober 2018 Aanvangstijd: 14:30 uur Plaats: Venlo De Koel Toeschouwers: 7.051 Scheidsrechter: Erwin Blank Assistenten: Polman, Hubers, Ruperti VAR: Mulder, Van Zuilen Wedstrijdverslagen: Verslag ADO Verslag Omroep West Verslag FCUpdate | Mlapa (penalty) 2' Joosten 6' Janssen 79' Grot (Rutten) 85' | 1 - 0 2 - 0   | 1' Groothuizen 45' Beugelsdijk 65' Pinas 87' Meijers | BASISOPSTELLING: Groothuizen - Troupée, Beugelsdijk, Pinas, Meijers - Immers, El Khayati, Malone - Becker, Necid, Hooi RESERVEBANK: Zwinkels, Havekotte, Goppel, Polley, N. Kuipers, Kanon, B. Kuipers, Gorter, Goossens, Lorenzen, Falkenburg WISSELS: 68' Goppel Hooi 68' Falkenburg Necid 81' Goossens Beugelsdijk | BASISOPSTELLING: Unnerstall - Rutten, Promes, Röseler, Janssen - Post , Seuntjens, Sušić - Opoku, Mlapa, Joosten RESERVEBANK: Van Crooij, Verbong, Kum, Van Bruggen, Borgmann, Korkmaz, Van Ooijen, Linthorst, Steijn, Samuelsen, Roemer, Grot WISSELS: 68' Grot Mlapa 76' Van Ooijen Joosten 90' Samuelsen Opoku |

Afwezig: Bakker, David, Kishna, Zhang (blessure)
| Eredivisie 10e speelronde | ADO Den Haag          | 1 - 1 (1 - 1) | NAC Breda                     | Selectie ADO Den Haag: (T: Alfons Groenendijk) | Selectie NAC Breda: (T: Mitchell van der Gaag) |
| za. 27 oktober 2018 Aanvangstijd: 18:30 uur Plaats: Den Haag Cars Jeans Stadion Toeschouwers: 12.199 Scheidsrechter: Pol van Boekel Assistenten: Dobre, Siebert, Cantineau VAR: Oostrom, Kleinjan Wedstrijdverslagen: Verslag ADO Verslag Omroep West Verslag FCUpdate | El Khayati (Hooi) 17' | 0 - 1 1 - 1   | 12' Ilić 21' Nijholt 81' Koch | BASISOPSTELLING: Groothuizen - Troupée, Beugelsdijk, Kanon, Pinas - Immers , El Khayati, Malone - Becker, Necid, Hooi RESERVEBANK: Zwinkels, Havekotte, Goppel, Polley, N. Kuipers, B. Kuipers, Gorter, Goossens, Lorenzen, Falkenburg WISSELS: 66' Falkenburg Necid 83' Goppel Becker 86' Lorenzen Hooi MOTM in het stadion: Elson Hooi | BASISOPSTELLING: Van Leer - Sporkslede, Koch , Mets, Carolina - Nijholt, Ilić, Kali - Rosheuvel, Te Vrede, El Allouchi RESERVEBANK: Zwarthoed, Niemczycki, Palmer-Brown, Van Hecke, Leigh, Verschueren, Haemhouts, Reuvers, Korte, Van Hooijdonk WISSELS: 75' Korte Rosheuvel 88' Verschueren Nijholt 88' Reuvers Ilić |

Afwezig: Meijers (schorsing), Bakker, David, Kishna, Zhang (blessure)

### November
| KNVB Beker Tweede ronde | Feyenoord                                                                                          | 5 - 1 (2 - 1)                       | ADO Den Haag                  | Selectie ADO Den Haag: (T: Alfons Groenendijk) | Selectie Feyenoord: (T: Giovanni van Bronckhorst) |
| do. 1 november 2018 Aanvangstijd: 20:45 uur Plaats: Rotterdam De Kuip Toeschouwers: 35.000 Scheidsrechter: Jochem Kamphuis Assistenten: Honig, Langkamp, Bax Wedstrijdverslagen: Verslag ADO Verslag FCUpdate | Jørgensen 17' Botteghin (Berghuis) 44' Jørgensen 55' Jørgensen (Larsson) 81' Larsson (Vilhena) 89' | 0 - 1 1 - 1 2 - 1 3 - 1 4 - 1 5 - 1 | 7' El Khayati 58' Beugelsdijk | BASISOPSTELLING: Zwinkels - Troupée, Beugelsdijk, Kanon, Meijers - Immers, Pinas, Malone - Becker, El Khayati, Hooi RESERVEBANK: Groothuizen, Havekotte, Goppel, Polley, N. Kuipers, B. Kuipers, Gorter, Goossens, Van Kins, Lorenzen, Necid, Falkenburg WISSELS: 63' Necid El Khayati 68' Goossens Troupée 75' Lorenzen Immers | BASISOPSTELLING: Vermeer - Nieuwkoop, Botteghin, Van der Heijden, Malacia - Clasie, Vilhena - Berghuis, Van Persie , Larsson - Jørgensen RESERVEBANK: Bijlow, Delle, Geertruida, Verdonk, Tapia, Ayoub, Toornstra, El Hankouri, Vente WISSELS: 82' Vente Jørgensen 83' Ayoub Van Persie |
| | |                                     |                               | | |

Afwezig: Bakker, David, Kishna, Zhang (blessure)

Opmerkelijk: Voor het derde jaar op rij lootte ADO een uitwedstrijd tegen Feyenoord in het bekertoernooi. Ook ditmaal werd de Haagse ploeg in Rotterdam uitgeschakeld. Aanvoerder Aaron Meijers speelde zijn 200ste officiële wedstrijd voor ADO.
| Eredivisie 11e speelronde | FC Utrecht                                                                                                 | 3 - 0 (1 - 0)     | ADO Den Haag                  | Selectie ADO Den Haag: (T: Alfons Groenendijk) | Selectie FC Utrecht: (T: Dick Advocaat) |
| zo. 4 november 2018 Aanvangstijd: 14:30 uur Plaats: Utrecht De Galgenwaard Toeschouwers: 15.946 Scheidsrechter: Jeroen Manschot Assistenten: Van de Ven, Goossens, Oostrom VAR: Dieperink, Vandeursen Wedstrijdverslagen: Verslag ADO Verslag Omroep West Verslag FCUpdate | Dessers 8' Van Overeem 10' Gustafson 32' Van der Maarel 61' Janssen (Letschert) 68' Van Overeem (Kerk) 77' | 1 - 0 2 - 0 3 - 0 | 38' Beugelsdijk 90+2' Troupée | BASISOPSTELLING: Groothuizen - Troupée, Beugelsdijk, Kanon, Meijers - Immers, El Khayati, Malone - Becker, Necid, Hooi RESERVEBANK: Zwinkels, Havekotte, Goppel, Polley, N. Kuipers, Pinas, B. Kuipers, Gorter, Goossens, Lorenzen, Falkenburg WISSELS: 52' Goppel Becker 72' Pinas Beugelsdijk 73' Falkenburg Hooi | BASISOPSTELLING: Jensen - Klaiber, Letschert, Janssen , Gavory - Van Overeem, Gustafson, Emanuelson - Tannane, Dessers, Kerk RESERVEBANK: Paes, Van der Maarel, Bergström, Brinkman, Van de Streek, Boussaid, Görtler, Venema WISSELS: 60' Van der Maarel Dessers 80' Boussaid Emanuelson 83' Van de Streek Gustafson |

Afwezig: Bakker, David, Kishna, Zhang (blessure)
| Eredivisie 12e speelronde | ADO Den Haag                             | 0 - 1 (0 - 0) | AZ                                    | Selectie ADO Den Haag: (T: Alfons Groenendijk) | Selectie AZ: (T: John van den Brom) |
| zo. 11 november 2018 Aanvangstijd: 14:30 uur Plaats: Den Haag Cars Jeans Stadion Toeschouwers: 12.717 Scheidsrechter: Dennis Higler Assistenten: Van Zuilen, Hoekstra, Gerrets VAR: Teuben, Bexkens Wedstrijdverslagen: Verslag ADO Verslag Omroep West Verslag FCUpdate | N. Kuipers 58' B. Kuipers 75' Immers 80' | 0 - 1         | 50' Til (Hatzidiakos) 64' Gudmundsson | BASISOPSTELLING: Zwinkels - Troupée, N. Kuipers, Kanon, B. Kuipers - Immers , El Khayati, Malone - Hooi, Necid, Goossens RESERVEBANK: Havekotte, Goppel, Polley, Beugelsdijk, Pinas, Gorter, Lorenzen, Falkenburg WISSELS: 59' Falkenburg Necid 61' Goppel Goossens 78' Lorenzen Hooi MOTM in het stadion: Lex Immers | BASISOPSTELLING: Bizot - Svensson, Vlaar, Hatzidiakos, Ouwejan - Midtsjø, Til , Maher - Gudmundsson, Seuntjens, Idrissi RESERVEBANK: Velthuizen, Van Rhijn, Savastano, Rotariu, Johnsen, Druijf WISSELS: 67' Rotariu Gudmundsson 79' Van Rhijn Seuntjens |

Afwezig: Bakker, Becker, David, Groothuizen, Kishna, Meijers, Zhang (blessure/onbekend)

Opmerkelijk: Trainer Alfons Groenendijk passeerde verschillende spelers voor deze wedstrijd vanwege de matige prestaties in de weken hiervoor. Wilfried Kanon speelde zijn 100ste Eredivisie-wedstrijd. Thijmen Goppel speelde zijn 25ste officiële wedstrijd voor ADO.
| Oefenwedstrijd | FC Volendam    | 2 - 2 (1 - 1)           | ADO Den Haag                         | Selectie ADO Den Haag: (T: Edwin de Graaf en Dirk Heesen)                                                                    |
| ma. 12 november 2018 Aanvangstijd: 14:00 uur Plaats: Volendam Kras Stadion Toeschouwers: ? Scheidsrechter: ? Wedstrijdverslagen: Verslag ADO Verslag Omroep West | Murkin Ten Den | 0 - 1 1 - 1 1 - 2 2 - 2 | Falkenburg (Goppel) Gorter (penalty) | BASISOPSTELLING: Havekotte - Polley, Beugelsdijk, Bakker, Leverland - Gorter, Falkenburg, Van Kins - Goppel, Zhang, Lorenzen |
| |                |                         |                                      | |

Afwezig: Hooi, Kanon, Pinas (interlands), Becker, David, El Khayati, Goossens, Groothuizen, Immers, Kishna, B. Kuipers, N. Kuipers, Malone, Meijers, Necid, Troupée, Zwinkels (blessure/rust)

Opmerkelijk: ADO speelde met een mengeling van wisselspelers en namen uit ADO onder 19, mede doordat de beloften deze dag hun eigen wedstrijd moesten spelen. Alfons Groenendijk liet zijn assistenten de ploeg leiden, waarbij de van een blessure terugkerende Danny Bakker en Yuning Zhang hun opwachting mochten maken.
| Eredivisie 13e speelronde | PEC Zwolle                        | 2 - 3 (2 - 2)                 | ADO Den Haag                                                                                             | Selectie ADO Den Haag: (T: Alfons Groenendijk) | Selectie PEC Zwolle: (T: John van 't Schip) |
| za. 24 november 2018 Aanvangstijd: 18:30 uur Plaats: Zwolle MAC³PARK stadion Toeschouwers: 12.152 Scheidsrechter: Siemen Mulder Assistenten: Siebert, Janson, Nagtegaal VAR: Blank, Zeinstra Wedstrijdverslagen: Verslag ADO Verslag Omroep West Verslag FCUpdate | Lam 7' Leemans 18' Van Crooij 55' | 1 - 0 1 - 1 2 - 1 2 - 2 2 - 3 | 17' El Khayati (penalty) 24' El Khayati (Lorenzen) 57' Falkenburg 83' N. Kuipers (El Khayati) 84' Bakker | BASISOPSTELLING: Zwinkels - Troupée, N. Kuipers, Kanon, Meijers - Immers, Bakker - Becker, El Khayati, Lorenzen - Falkenburg RESERVEBANK: Groothuizen, Havekotte, Goppel, Polley, Beugelsdijk, Pinas, B. Kuipers, Malone, Goossens, Necid, Zhang WISSELS: 78' Zhang Falkenburg 87' Goppel Becker 90+3' Beugelsdijk El Khayati | BASISOPSTELLING: Van der Hart - Ehizibue , Lam, Van den Berg, Paal - Hamer, Dekker, Leemans - Namli, Van Duinen, Van Crooij RESERVEBANK: Boer, Bouzanis, Ligeon, Lachman, Bouy, Van den Belt, Genreau, Scamacca WISSELS: 59' Genreau Hamer 76' Scamacca Dekker 84' Lachman Lam |

Afwezig: David, Gorter, Hooi, Kishna (blessure/rust)

Opmerkelijk: Yuning Zhang speelde zijn eerste officiële ADO-wedstrijd.

### December
| Eredivisie 14e speelronde | Ajax                                                                                        | 5 - 1 (3 - 1)                       | ADO Den Haag             | Selectie ADO Den Haag: (T: Alfons Groenendijk) | Selectie AFC Ajax: (T: Erik ten Hag) |
| zo. 2 december 2018 Aanvangstijd: 12:15 uur Plaats: Amsterdam Johan Cruijff ArenA Toeschouwers: 53.644 Scheidsrechter: Pol van Boekel Assistenten: De Nas, Goossens, Bax VAR: Lindhout, Bluemink Wedstrijdverslagen: Verslag ADO Verslag Omroep West Verslag FCUpdate | Neres 15' Tagliafico (Labyad) 21' De Ligt (De Jong) 43' Van de Beek 48' Dolberg (Neres) 83' | 1 - 0 2 - 0 2 - 1 3 - 1 4 - 1 5 - 1 | 38' Meijers (vrije trap) | BASISOPSTELLING: Zwinkels - Troupée, N. Kuipers, Bakker, Kanon, Meijers - Malone, Immers, Goossens - Becker, Lorenzen RESERVEBANK: Havekotte, Goppel, Polley, Pinas, B. Kuipers, Necid, Falkenburg, Zhang WISSELS: 46' Necid Lorenzen 69' Zhang Goossens 77' Falkenburg Malone | BASISOPSTELLING: Onana - Mazraoui, De Ligt , Blind, Tagliafico - Labyad, Van de Beek, De Jong - Neres, Huntelaar, Tadić RESERVEBANK: Lamprou, Kristensen, Wöber, Sinkgraven, Schöne, De Wit, Cerny, Dolberg WISSELS: 59' Wöber Van de Beek 69' Dolberg Huntelaar 78' Sinkgraven Labyad |

Afwezig: Beugelsdijk, David, El Khayati, Gorter, Groothuizen, Hooi, Kishna (blessure/rust)

Opmerkelijk: Dion Malone speelde zijn 150ste ADO-duel.
| Eredivisie 15e speelronde | ADO Den Haag | 0 - 0 (0 - 0) | De Graafschap                  | Selectie ADO Den Haag: (T: Alfons Groenendijk) | Selectie De Graafschap: (T: Henk de Jong) |
| za. 8 december 2018 Aanvangstijd: 20:45 uur Plaats: Den Haag Cars Jeans Stadion Toeschouwers: 11.105 Scheidsrechter: Christiaan Bax Assistenten: Dobre, Nanninga, Bos VAR: Manschot, Jansen Wedstrijdverslagen: Verslag ADO Verslag Omroep West Verslag FCUpdate | Troupée 88'  |               | 31' El Jebli 45' Van de Pavert | BASISOPSTELLING: Zwinkels - Troupée, N. Kuipers, Kanon, Meijers - Immers, El Khayati, D. Bakker - Becker, Falkenburg, Hooi RESERVEBANK: Havekotte, Goppel, Beugelsdijk, Pinas, B. Kuipers, Malone, Goossens, Lorenzen, Necid, Zhang WISSELS: 57' Necid Hooi 57' Pinas Kanon 77' Goossens Falkenburg MOTM in het stadion: Nick Kuipers | BASISOPSTELLING: Jurjus - Owusu, Nieuwpoort , Van de Pavert, Tutuarima - Olijve, El Jebli, E. Bakker - Narsingh, Nijland, Van Mieghem RESERVEBANK: Etemadi, Rondeel, Abena, Straalman, Klaasen, Vet, Burgzorg, Hamdaoui, Serrarens, Thomassen WISSELS: 46' Etemadi Jurjus 75' Burgzorg Narsingh 83' Thomassen Nijland |

Afwezig: David, Gorter, Groothuizen, Kishna (blessure/rust)

Opmerkelijk: Bij het tweede elftal speelde Kyle Ebecilio, voormalig ADO-speler én transfervrij, mee in een oefenwedstrijd.
| Eredivisie 16e speelronde | Willem II                   | 0 - 3 (0 - 1)     | ADO Den Haag                                                                                                | Selectie ADO Den Haag: (T: Alfons Groenendijk) | Selectie Willem II: (T: Adrie Koster) |
| vr. 14 december 2018 Aanvangstijd: 20:00 uur Plaats: Tilburg Koning Willem II Stadion Toeschouwers: 12.163 Scheidsrechter: Jochem Kamphuis Assistenten: Hoekstra, Vandeursen, Van der Laan VAR: Bax, Nanninga Wedstrijdverslagen: Verslag ADO Verslag Omroep West Verslag FCUpdate | Wellenreuther 32' Anita 82' | 0 - 1 0 - 2 0 - 3 | 9' Falkenburg (Troupée) 18' Beugelsdijk 42' Meijers 61' Immers (Troupée) 77' Immers (El Khayati) 84' Becker | BASISOPSTELLING: Zwinkels - Troupée, Beugelsdijk, Kanon, Meijers - Immers, El Khayati, Bakker - Becker, Falkenburg, Lorenzen RESERVEBANK: Groothuizen, Havekotte, Goppel, Polley, N. Kuipers, Pinas, B. Kuipers, Gorter, Goossens, Hooi, Necid, Zhang WISSELS: 71' Zhang Falkenburg 80' Goppel Lorenzen 88' Pinas Immers | BASISOPSTELLING: Wellenreuther - Lewis, Meißner, Peters , Palacios - Llonch, Crowley, Anita - Özbiliz, Sol, Avdijaj RESERVEBANK: Branderhorst, Woud, Dankerlui, McGarry, Van den Bogert, Akkaynak, Saddiki, Croux, Kristinsson, Kolovos WISSELS: 77' Kristinsson Özbiliz 83' Akkaynak Anita |

Afwezig: David, Kishna, Malone (blessure/rust)

Opmerkelijk: Doelman Robert Zwinkels keepte zijn 150ste officiële ADO-duel. Ook hield hij twee wedstrijden op rij 'de nul'.
| Eredivisie 17e speelronde | ADO Den Haag                                                        | 2 - 2 (1 - 1)           | Feyenoord                                                                               | Selectie ADO Den Haag: (T: Alfons Groenendijk) | Selectie Feyenoord: (T: Giovanni van Bronckhorst) |
| zo. 23 december 2018 Aanvangstijd: 14:30 uur Plaats: Den Haag Cars Jeans Stadion Toeschouwers: 13.851 Scheidsrechter: Kevin Blom Assistenten: Brondijk, Polman, Blank VAR: Nijhuis, Diks Wedstrijdverslagen: Verslag ADO Verslag Omroep West Verslag FCUpdate | El Khayati (vrije trap) 4' Beugelsdijk 72' El Khayati (penalty) 77' | 1 - 0 1 - 1 1 - 2 2 - 2 | 3' Nieuwkoop 43' Berghuis 45' Berghuis (Van Persie) 68' Larsson (Verdonk) 74' Nieuwkoop | BASISOPSTELLING: Zwinkels - Troupée, Beugelsdijk, Kanon, Meijers - Immers, El Khayati, Bakker - Becker, Falkenburg, Lorenzen RESERVEBANK: Groothuizen, Havekotte, Goppel, N. Kuipers, Pinas, B. Kuipers, Malone, Gorter, Goossens, Hooi, Necid, Zhang WISSELS: 78' Zhang Falkenburg 78' Goppel Lorenzen MOTM in het stadion: Abdenasser El Khayati | BASISOPSTELLING: Bijlow - Nieuwkoop, Van Beek, Van der Heijden, Verdonk - Tapia, Vilhena, Toornstra - Berghuis, Van Persie , Larsson RESERVEBANK: Vermeer, Delle, Geertruida, Malacia, Wehrmann, Burger, El Hankouri, Kökçü, Sinisterra, Jørgensen, Vente WISSELS: 70' Kökçü Toornstra 79' Geertruida Van Persie 89' El Hankouri Larsson |

Afwezig: David, Kishna (blessure)

Opmerkelijk: Tom Beugelsdijk pakte zijn negende gele kaart van het seizoen. Vanwege de gele kaart die hij aan het eind van vorig seizoen opliep, stond de verdediger op tien gele kaarten. Hierdoor liep hij opnieuw een schorsing op. Vanaf dit punt was Beugelsdijk bij elke gepakte kaart een duel geschorst.

### Januari
| Oefenwedstrijd | Trabzonspor                                         | 3 - 1 (1 - 1)           | ADO Den Haag           | Selectie ADO Den Haag: (T: Alfons Groenendijk) | Selectie Trabzonspor: (T: Ünal Karaman)                                                                                |
| di. 8 januari 2019 Aanvangstijd: 17:00 uur Plaats: Belek Calista Sports Center Toeschouwers: ? Scheidsrechter: ? Wedstrijdverslagen: Verslag ADO Verslag Omroep West | Ekuban 31' Parmak (Ekuban) 76' Ekuban (Cörekci) 80' | 1 - 0 1 - 1 2 - 1 3 - 1 | 45' Zhang (El Khayati) | BASISOPSTELLING: Zwinkels - Troupée, Pinas, Kanon, Meijers - Immers, El Khayati, Bakker - Becker, Zhang, Lorenzen WISSELS: 64' N. Kuipers Kanon 64' Gorter Bakker 81' Goppel Becker 81' Necid Zhang 83' Van Kins Immers | BASISOPSTELLING: Bahadir - Pereira, Yunus Emre, Hüseyin, Ibáñez - Ömür, Yusuf, Artarslan - Rodallega, Ekuban, Nwakaeme |
| |                                                     |                         |                        | | |

Afwezig: David, Kishna (blessure)

Opmerkelijk: ADO belegde een trainingskamp in het Turkse Belek. Trabzonspor stond op dit moment tweede in de Turkse Süper Lig.
| Oefenwedstrijd | Istanbul Başakşehir                                                     | 3 - 1 (2 - 0)           | ADO Den Haag       | Selectie ADO Den Haag: (T: Alfons Groenendijk) | Selectie Istanbul Başakşehir: (T: Abdullah Avcı)                                                                       |
| vr. 11 januari 2019 Aanvangstijd: 17:00 uur Plaats: Belek Gloria Sports Arena Toeschouwers: ? Scheidsrechter: ? Wedstrijdverslagen: Verslag ADO Verslag Omroep West | Júnior Caiçara (Višća) 8' Belözoğlu 28' Kahveci 35' Jojic (Aydogdu) 77' | 1 - 0 2 - 0 2 - 1 3 - 1 | 76' Gorter (Necid) | BASISOPSTELLING: Groothuizen - Polley, Beugelsdijk, N. Kuipers, Pinas - Malone , Falkenburg, Goossens - Goppel, Necid, Hooi WISSELS: 46' Havekotte Groothuizen 56' Gorter Falkenburg 80' Van Kins Hooi | BASISOPSTELLING: Günok - Júnior Caiçara, Çelik, Epureanu, Hafez - Kahveci, Belözoğlu - Višća, Mossoró, Turan - Robinho |
| |                                                                         |                         |                    | | |

Afwezig: B. Kuipers (bezig met transfer), David, Kishna (blessure)

Opmerkelijk: Tegen de Turkse koploper was ADO een maatje te klein. Desondanks keek trainer Alfons Groenendijk terug op een geslaagd trainingskamp. Voormalig ADO-aanvaller Eljero Elia zat op de bank bij Istanbul Başakşehir.
| Eredivisie 18e speelronde | ADO Den Haag                                             | 2 - 4 (1 - 1)                       | VVV-Venlo                                                                          | Selectie ADO Den Haag: (T: Alfons Groenendijk) | Selectie VVV-Venlo: (T: Maurice Steijn) |
| za. 19 januari 2019 Aanvangstijd: 19:45 uur Plaats: Den Haag Cars Jeans Stadion Toeschouwers: 10.181 Scheidsrechter: Jeroen Manschot Assistenten: Hoekstra, Strijker, Bijl VAR: Van den Kerkhof, Steegstra Wedstrijdverslagen: Verslag ADO Verslag Omroep West Verslag FCUpdate | Becker (Immers) 13' Falkenburg (Becker) 60' Zwinkels 80' | 1 - 0 1 - 1 1 - 2 2 - 2 2 - 3 2 - 4 | 39' Kum 43' Joosten (Opoku) 51' Joosten 83' Mlapa (penalty) 90+6' Grot (Seuntjens) | BASISOPSTELLING: Zwinkels - Troupée, Pinas, Kanon, Meijers - Immers, El Khayati, Bakker - Becker, Falkenburg, Lorenzen RESERVEBANK: Havekotte, Goppel, N. Kuipers, Malone, Gorter, Goossens, Hooi, Necid, Zhang WISSELS: 62' Zhang Falkenburg 62' Goppel Lorenzen 83' Havekotte Troupée MOTM in het stadion: Sheraldo Becker | BASISOPSTELLING: Unnerstall - Rutten, Promes, Röseler, Kum - Post , Seuntjens, Sušić - Opoku, Mlapa, Joosten RESERVEBANK: Van Crooij, Verbong, Van Bruggen, Borgmann, Dekker, Janssen, Korkmaz, Van Ooijen, Linthorst, Steijn, Samuelsen, Grot WISSELS: 46' Dekker Kum 75' Linthorst Sušić 90' Grot Mlapa |

Afwezig: Beugelsdijk (schorsing), Groothuizen (ziek), David, Kishna (blessure)

Opmerkelijk: Robert Zwinkels heeft de twijfelachtige eer dat hij als eerste ADO-speler dankzij de VAR een rode kaart kreeg. Mike Havekotte maakte daardoor zijn debuut in het betaalde voetbal. Lex Immers speelde zijn 200ste competitieduel voor ADO.
| Eredivisie 19e speelronde | NAC Breda                 | 1 - 1 (0 - 1) | ADO Den Haag          | Selectie ADO Den Haag: (T: Alfons Groenendijk) | Selectie NAC Breda: (T: Mitchell van der Gaag) |
| vr. 25 januari 2019 Aanvangstijd: 20:00 uur Plaats: Breda Rat Verlegh Stadion Toeschouwers: 18.547 Scheidsrechter: Pol van Boekel Assistenten: Dobre, Hoekstra, Mulder VAR: Pérez, Boonman Wedstrijdverslagen: Verslag ADO Verslag Omroep West Verslag FCUpdate | Kastaneer (Lundqvist) 50' | 0 - 1 1 - 1   | 21' Lorenzen (Becker) | BASISOPSTELLING: Groothuizen - Troupée, Beugelsdijk, Kanon, Meijers - Immers, El Khayati, Bakker - Becker, Falkenburg, Lorenzen RESERVEBANK: Havekotte, Goppel, N. Kuipers, Pinas, Malone, Gorter, Goossens, Hooi, Necid, Zhang WISSELS: 65' Zhang Falkenburg 72' Goppel Lorenzen 88' Malone El Khayati | BASISOPSTELLING: Van Leer - Karami, Klomp, Koch , Mets, Van Anholt - Nijholt, Lundqvist, Verschueren - Rosheuvel, Korte RESERVEBANK: Zwarthoed, Niemczycki, Palmer-Brown, Mashart, Kali, Kastaneer, Van Hooijdonk, Mühren, Kaikai WISSELS: 46' Kastaneer Klomp 65' Kaikai Korte 79' Mühren Lundqvist |

Afwezig: Zwinkels (schorsing), David, Kishna (blessure)

Opmerkelijk: Bij een wedstrijd van de beloften maakte Ricardo Kishna zijn rentree. Dat duel wist keeper Mike Havekotte in blessuretijd zelfs te scoren. Ook stond deze week 'eerste doelman' Robert Zwinkels maar liefst 12,5 jaar onder contract bij ADO.

### Februari
| Eredivisie 20e speelronde | ADO Den Haag                                                            | 2 - 0 (0 - 0) | Heracles Almelo           | Selectie ADO Den Haag: (T: Alfons Groenendijk) | Selectie Heracles Almelo: (T: Frank Wormuth) |
| zo. 3 februari 2019 Aanvangstijd: 16:45 uur Plaats: Den Haag Cars Jeans Stadion Toeschouwers: 11.464 Scheidsrechter: Siemen Mulder Assistenten: Bexkens, Lapar, Ruperti VAR: Bijl, Honig Wedstrijdverslagen: Verslag ADO Verslag Omroep West Verslag FCUpdate | Hooi 62' Beugelsdijk 72' Necid (Kanon) 79' Necid 85' Necid (Becker) 89' | 1 - 0 2 - 0   | 61' Van Hintum 68' Droste | BASISOPSTELLING: Zwinkels - Troupée, Beugelsdijk, Kanon, Meijers - Immers, El Khayati, Bakker - Becker, Falkenburg, Lorenzen RESERVEBANK: Groothuizen, Havekotte, Goppel, Pinas, Malone, Gorter, Goossens, Hooi, Kishna, Necid, Zhang WISSELS: 46' Hooi Lorenzen 69' Necid Falkenburg 90+1' Malone El Khayati MOTM in het stadion: Tomáš Necid | BASISOPSTELLING: Blaswich - Droste, Rossmann, Van Hintum, Czyborra - Osman, Drost, Van Nieff - Konings, Dalmau, Kuwas RESERVEBANK: Brouwer, Bucker, Van den Buijs, Knoester, Van de Berg, Duarte, Dos Santos, Van der Water, Peterson WISSELS: 86' Peterson Konings 90+1' Van de Berg Droste |

Afwezig: David (blessure)

Opmerkelijk: Voor het eerst sinds september 2017 zat Ricardo Kishna bij de wedstrijdselectie tijdens een competitieduel.
| Oefenwedstrijd | Sparta Rotterdam       | 1 - 1 (1 - 0) | ADO Den Haag         | Selectie ADO Den Haag: (T: Alfons Groenendijk) | Selectie Sparta Rotterdam: (T: Henk Fraser) |
| ma. 4 februari 2019 Aanvangstijd: 14:00 uur Plaats: Rotterdam Het Kasteel Toeschouwers: ? Scheidsrechter: ? Wedstrijdverslagen: Verslag ADO Verslag RTV Rijnmond | Breinburg (vrije trap) | 1 - 0 1 - 1   | 58' Gorter (penalty) | BASISOPSTELLING: Groothuizen - Polley, Muringen, Pinas, Gorter - Malone , Zhang, Goossens - Goppel, Necid, Kishna WISSELS: 46' Havekotte Groothuizen 46' Ebecilio Muringen 46' Van Kins Zhang 46' Boussakou Necid 46' Kishna Hooi | BASISOPSTELLING: Coremans - De Winter, Bouwense, Heuvelman, Ripmeester - Van Unen, Abdullahi, Breinburg - El Kachati, Duplan, Dos Santos WISSELS: 46' Luydens Bouwense 75' Brute El Kachati 75' Van Hoeven Zhang |
| |                        |               |                      | | |

Afwezig: David (blessure), Bakker, Becker, Beugelsdijk, El Khayati, Falkenburg, Immers, Kanon, Lorenzen, Meijers, Troupée, Zwinkels (rust)

Opmerkelijk: De basiself van de wedstrijd een dag hiervoor kreeg rust. Ook Sparta speelde met voornamelijk wissel- en jeugdspelers, waaronder voormalig ADO-namen Tim Coremans en Édouard Duplan.
| Eredivisie 21e speelronde | FC Emmen                                                                      | 3 - 2 (2 - 0)                 | ADO Den Haag                                            | Selectie ADO Den Haag: (T: Alfons Groenendijk) | Selectie FC Emmen: (T: Dick Lukkien) |
| zo. 10 februari 2019 Aanvangstijd: 14:30 uur Plaats: Emmen De Oude Meerdijk Toeschouwers: 8.301 Scheidsrechter: Rob Dieperink Assistenten: Janson, Weterings, Teuben VAR: Ruperti, Van Marrewijk Wedstrijdverslagen: Verslag ADO Verslag Omroep West Verslag FCUpdate | Bannink (Gronsveld) 6' Braken (Cavlan) 24' De Leeuw 36' Jansen (Slagveer) 88' | 1 - 0 2 - 0 2 - 1 2 - 2 3 - 2 | 29' Meijers 71' Goossens 77' Necid (Becker) 84' Troupée | BASISOPSTELLING: Zwinkels - Troupée, Malone, Kanon, Meijers - Immers, El Khayati, D. Bakker - Becker, Necid, Lorenzen RESERVEBANK: Groothuizen, Havekotte, Goppel, Pinas, Gorter, Goossens, Hooi, Falkenburg, Zhang WISSELS: 46' Pinas Malone 46' Hooi Lorenzen 69' Goossens Bakker | BASISOPSTELLING: Scherpen - Gronsveld, Lukić, N. Bakker, Cavlan - Bijl, Chacón - Bannink, De Leeuw, Jansen - Braken RESERVEBANK: Telgenkamp, Van der Vlag, Klok, Veendorp, Neidhart, Ben Moussa, Niemeijer, De Vos, Slagveer, Arias WISSELS: 63' Niemeijer Braken 78' Arias Bannink 83' Slagveer De Leeuw |

Afwezig: Beugelsdijk (schorsing), David, Kishna (blessure)

Opmerkelijk: Ricardo Kishna kreeg bij een wedstrijd van Jong ADO een terugval in zijn langslepende knieblessure.
| Eredivisie 22e speelronde | ADO Den Haag           | 1 - 0 (1 - 0) | PEC Zwolle                       | Selectie ADO Den Haag: (T: Alfons Groenendijk) | Selectie PEC Zwolle: (T: Jaap Stam) |
| vr. 15 februari 2019 Aanvangstijd: 20:00 uur Plaats: Den Haag Cars Jeans Stadion Toeschouwers: 12.253 Scheidsrechter: Joey Kooij Assistenten: Bluemink, Vandeursen, Cantineau VAR: Manschot, Brondijk Wedstrijdverslagen: Verslag ADO Verslag Omroep West Verslag FCUpdate | Troupée 45' Becker 81' | 1 - 0         | 30' Ehizibue 62' Namli 81' Namli | BASISOPSTELLING: Zwinkels - Troupée, Beugelsdijk, Kanon, Meijers - Immers, El Khayati, Bakker - Becker, Necid, Goossens RESERVEBANK: Groothuizen, Havekotte, Goppel, Pinas, Malone, Gorter, Hooi, Lorenzen, Falkenburg, Zhang WISSELS: 71' Malone Troupée 82' Falkenburg Necid 89' Pinas Goossens MOTM in het stadion: Giovanni Troupée | BASISOPSTELLING: Van der Hart - Hamer, Van Polen , Lam, Ehizibue - Bouy, Clement, Namli - Van Crooij, Thy, Elbers RESERVEBANK: Boer, Bouzanis, Lachman, Van den Berg, Dekker, Leemans, Van den Belt, Genreau, Flemming WISSELS: 69' Leemans Elbers 73' Dekker Van Crooij 78' Flemming Bouy |

Afwezig: David, Kishna (blessure)

Opmerkelijk: Tom Beugelsdijk speelde zijn 150ste Eredivisie-wedstrijd. Yuning Zhang vertrok bij ADO.
| Eredivisie 23e speelronde | ADO Den Haag                        | 1 - 5 (1 - 2)                       | Ajax | Selectie ADO Den Haag: (T: Alfons Groenendijk) | Selectie AFC Ajax: (T: Erik ten Hag) |
| zo. 24 februari 2019 Aanvangstijd: 12:15 uur Plaats: Den Haag Cars Jeans Stadion Toeschouwers: 14.352 Scheidsrechter: Jeroen Manschot Assistenten: Van Roekel, Van Dongen, Blank VAR: Martens, D. Goossens Wedstrijdverslagen: Verslag ADO Verslag Omroep West Verslag FCUpdate | El Khayati (Becker) 36' Meijers 45' | 1 - 0 1 - 1 1 - 2 1 - 3 1 - 4 1 - 5 | 39' Van de Beek (Blind) 45+1' Tadić (penalty) 55' Neres 74' Ziyech 78' Dolberg (Van de Beek) 83' Ziyech | BASISOPSTELLING: Zwinkels - Malone, Beugelsdijk, Kanon, Meijers - Immers, El Khayati, Bakker - Becker, Necid, J. Goossens RESERVEBANK: Groothuizen, Havekotte, Goppel, Polley, Pinas, Muringen, Gorter, Van Kins, Rieder, Hooi WISSELS: 66' Hooi Bakker 66' Goppel Necid 81' Pinas Beugelsdijk Er werd bij deze wedstrijd geen MOTM gekozen. | BASISOPSTELLING: Onana - Mazraoui, De Ligt , Blind, Tagliafico - Van de Beek, Ziyech, De Jong - Neres, Dolberg, Tadić RESERVEBANK: Lamprou, Kristensen, Veltman, Sinkgraven, Labyad, Schöne, De Wit, Huntelaar WISSELS: 75' Schöne Tadić 79' Huntelaar Dolberg 88' Labyad Ziyech |

Afwezig: David, Falkenburg, Kishna, Lorenzen, Troupée (blessure)

Opmerkelijk: Aaron Meijers speelde zijn 200ste Eredivisiewedstrijd voor ADO.

### Maart
| Eredivisie 24e speelronde | De Graafschap           | 1 - 1 (0 - 1) | ADO Den Haag                        | Selectie ADO Den Haag: (T: Alfons Groenendijk) | Selectie De Graafschap: (T: Henk de Jong) |
| vr. 1 maart 2019 Aanvangstijd: 20:00 uur Plaats: Doetinchem Stadion De Vijverberg Toeschouwers: 12.498 Scheidsrechter: Björn Kuipers Assistenten: Van Roekel, Zeinstra, Van der Laan VAR: Van den Kerkhof, Fikkert Wedstrijdverslagen: Verslag ADO Verslag Omroep West Verslag FCUpdate | El Jebli (Burgzorg) 81' | 0 - 1 1 - 1   | 32' Becker 65' D. Bakker 81' Immers | BASISOPSTELLING: Zwinkels - Troupée, Beugelsdijk, Kanon, Meijers - Immers, El Khayati, D. Bakker - Becker, Necid, Goossens RESERVEBANK: Groothuizen, Havekotte, Goppel, Polley, Pinas, Muringen, Malone, Gorter, Van Kins, Hooi WISSELS: 72' Malone Goossens 87' Pinas El Khayati 90' Hooi Becker | BASISOPSTELLING: Jurjus - Owusu, Straalman , Van de Pavert, Tutuarima - Matusiwa, El Jebli, Vet - Burgzorg, Benschop, Bahoui RESERVEBANK: Bertrams, Rondeel, Ligeon, S. Nieuwpoort, L. Nieuwpoort, E. Bakker, Olijve, Klaasen, Narsingh, Van Mieghem WISSELS: 33' Narsingh Benschop 41' Bertrams Jurjus 70' Van Mieghem Bahoui |

Afwezig: David, Falkenburg, Kishna, Lorenzen (blessure)

Opmerkelijk: Danny Bakker speelde zijn 150ste officiële ADO-duel; Elson Hooi zijn 50ste.
| Eredivisie 25e speelronde | ADO Den Haag                                                               | 2 - 3 (0 - 1)                 | sc Heerenveen                                                                        | Selectie ADO Den Haag: (T: Alfons Groenendijk) | Selectie sc Heerenveen: (T: Jan Olde Riekerink) |
| za. 9 maart 2019 Aanvangstijd: 19:45 uur Plaats: Den Haag Cars Jeans Stadion Toeschouwers: 13.118 Scheidsrechter: Richard Martens Assistenten: Honig, Kleinjan, Ruperti VAR: Nijhuis, Ketting Wedstrijdverslagen: Verslag ADO Verslag Omroep West Verslag FCUpdate | Kanon 8' Necid (El Khayati) 63' Beugelsdijk 87' El Khayati (penalty) 90+4' | 0 - 1 1 - 1 1 - 2 1 - 3 2 - 3 | 21' Vlap (Lammers) 31' Hornkamp 67' Vlap (vrije trap) 90+2' Lammers (Van Amersfoort) | BASISOPSTELLING: Zwinkels - Troupée, Beugelsdijk, Kanon, Meijers - Immers, El Khayati, Bakker - Becker, Necid, Goossens RESERVEBANK: Groothuizen, Havekotte, Goppel, Pinas, Muringen, Malone, Gorter, Hooi, Lorenzen, Falkenburg WISSELS: 56' Malone Troupée 56' Pinas Kanon 75' Goppel Bakker MOTM in het stadion: Sheraldo Becker | BASISOPSTELLING: Hahn - Hornkamp, Høegh , Drešević, Woudenberg - Rienstra, Vlap, Kobayashi - Van Bergen, Lammers, Johnsen RESERVEBANK: Bednarek, De Boer, Schmidt, Skovgaard, Schaars, Kongolo, Thorsby, Van Amersfoort WISSELS: 74' Schaars Kobayashi 78' Van Amersfoort Van Bergen 79' Schmidt Hornkamp |

Afwezig: David, Kishna (blessure)

Opmerkelijk: Wilfried Kanon stond voor de honderdste keer in de basisopstelling bij ADO. Abdenasser El Khayati haalde deze wedstrijd de grens van bij 20 Eredivisie-doelpunten betrokken te zijn geweest (14 goals, 6 assists). Het laatste seizoen dat een ADO-speler dit haalde was in 2010/11 (zowel Dmitri Bulykin als Wesley Verhoek). ADO speelde deze wedstrijd met rouwbanden vanwege het overlijden van George van Rosmalen, oud-speler en erelid van de HFC. Tevens speelde de Haagse equipe met rouwbanden. Giovanni Troupée was een aantal weken afwezig vanwege een hamstringblessure die hij in deze wedstrijd opliep.
| Eredivisie 26e speelronde | FC Groningen                                                  | 1 - 0 (1 - 0) | ADO Den Haag                        | Selectie ADO Den Haag: (T: Alfons Groenendijk) | Selectie FC Groningen: (T: Danny Buijs) |
| zo. 17 maart 2019 Aanvangstijd: 14:30 uur Plaats: Groningen Hitachi Capital Mobility Stadion Toeschouwers: 17.291 Scheidsrechter: Dennis Higler Assistenten: Hubers, Fikkert, Nagtegaal VAR: Ruperti, Zeinstra Wedstrijdverslagen: Verslag ADO Verslag Omroep West Verslag FCUpdate | Immers (eigen doelpunt) 34' Reis 37' Zeefuik 42' Sierhuis 44' | 1 - 0         | 35' Malone 42' El Khayati 76' Kanon | BASISOPSTELLING: Zwinkels - Malone, Pinas, Kanon, Meijers - Immers, El Khayati, Bakker - Becker, Necid, Goossens RESERVEBANK: Groothuizen, Havekotte, Goppel, Polley, Gorter, Rieder, Hooi, Lorenzen, Falkenburg WISSELS: 64' Goppel Bakker 64' Falkenburg Necid 82' Lorenzen El Khayati | BASISOPSTELLING: Padt - Zeefuik, Te Wierik , Memišević, Handwerker - Doan, Reis, Bruns, Bel Hassani - Sierhuis, Mahi RESERVEBANK: Begois, Hoekstra, Chabot, Itakura, Absalem, Van de Looi, El Hankouri, Breij, Gladon WISSELS: 67' El Hankouri Sierhuis 75' Chabot Bruns 85' Gladon Bel Hassani |

Afwezig: Beugelsdijk (schorsing), David, Kishna, Troupée (blessure)

Opmerkelijk: Dion Malone speelde zijn 150ste Eredivisiewedstrijd voor ADO.
| Oefenwedstrijd | ADO Den Haag                        | 2 - 3 (1 - 0)                 | FC Utrecht                       | Selectie ADO Den Haag: (T: Alfons Groenendijk) | Selectie FC Utrecht: (T: Dick Advocaat) |
| ma. 18 maart 2019 Aanvangstijd: 14:00 uur Plaats: Den Haag Cars Jeans Stadion Toeschouwers: ? Scheidsrechter: ? Wedstrijdverslagen: Verslag ADO | Lorenzen (Goppel) 21' Boussakou 88' | 1 - 0 1 - 1 1 - 2 1 - 3 2 - 3 | 52' Venema 71' Kramer 78' Venema | BASISOPSTELLING: Havekotte - Polley, Beugelsdijk, Amofa, Achahbar - Rieder, Falkenburg, Van Kins - Goppel, Lorenzen, Hooi WISSELS: 66' Ebecilio Rieder 66' Van Kleef Falkenburg 66' Boussakou Hooi | BASISOPSTELLING: Marsman - Van der Maarel, Huizing, Hoogenhout, Guwara - Strieder, Görtler, Van den Berg - Venema, Kramer, Lehaire WISSELS: 46' Kluivert Huizingh 46' St. Jago Hoogenhout 62' Dai El Kachati 62' Mallahi Zhang |
| |                                     |                               |                                  | | |

Afwezig: David, Kishna, Troupée (blessure), Bakker, Becker, El Khayati, Goossens, Immers, Kanon, Malone, Meijers, Necid, Pinas, Zwinkels (rust)

Opmerkelijk: De basiself van de wedstrijd een dag hiervoor kreeg rust. Later speelden Elson Hooi (Curaçao), Wilfried Kanon (Ivoorkust) en Shaquille Pinas (Oranje -20) interlands voor hun land.
| Eredivisie 27e speelronde | ADO Den Haag                                                   | 3 - 3 (2 - 3)                       | Vitesse                                                            | Selectie ADO Den Haag: (T: Alfons Groenendijk) | Selectie Vitesse: (T: Leonid Slutsky) |
| za. 30 maart 2019 Aanvangstijd: 18:30 uur Plaats: Den Haag Cars Jeans Stadion Toeschouwers: 13.721 Scheidsrechter: Siemen Mulder Assistenten: Bluemink, De Nas, Blank VAR: Blom, Van Marrewijk Wedstrijdverslagen: Verslag ADO Verslag Omroep West Verslag FCUpdate | Becker (Immers) 7' Immers (El Khayati) 31' Immers (Becker) 76' | 1 - 0 1 - 1 1 - 2 2 - 2 2 - 3 3 - 3 | 21' Buitink (Karavajev) 27' Buitink (Büttner) 43' Buitink 59' Bero | BASISOPSTELLING: Zwinkels - Malone, Beugelsdijk, Pinas, Meijers - Goossens, El Khayati, Bakker - Becker, Immers, Hooi RESERVEBANK: Groothuizen, Havekotte, Goppel, Polley, Gorter, Van Kins, Rieder, Lorenzen, Boussakou, Necid, Falkenburg WISSELS: 68' Falkenburg Hooi 77' Necid Goossens 82' Goppel Becker MOTM in het stadion: Lex Immers | BASISOPSTELLING: Eduardo - Karavajev, Van der Werff , Clarke-Salter, Büttner - Ødegaard, Bero, Serero, Dauda - Buitink, Linssen RESERVEBANK: Pasveer, Bayazit, Karami, Doekhi, Thelander, Clark, Foor, Ali, Beerens, Matavž, Darfalou WISSELS: 46' Foor Dauda 71' Darfalou Linssen 84' Matavž Buitink |

Afwezig: Kanon (schorsing), David, Kishna, Troupée (blessure)

Opmerkelijk: Abdenasser El Khayati speelde zijn 75ste officiële wedstrijd voor ADO.

### April
| Eredivisie 28e speelronde | Fortuna Sittard              | 0 - 0 (0 - 0) | ADO Den Haag           | Selectie ADO Den Haag: (T: Alfons Groenendijk) | Selectie Fortuna Sittard: (T: René Eijer) |
| wo. 3 april 2019 Aanvangstijd: 19:45 uur Plaats: Sittard-Geleen Fortuna Sittard Stadion Toeschouwers: 8.125 Scheidsrechter: Jochem Kamphuis Assistenten: Weterings, Polman, Bijl VAR: Kooij, Dobre Wedstrijdverslagen: Verslag ADO Verslag Omroep West Verslag FCUpdate | José Rodríguez 32' Niňaj 74' |               | 13' Meijers 76' Bakker | BASISOPSTELLING: Zwinkels - Malone, Beugelsdijk, Pinas, Meijers - Goossens, El Khayati, Bakker - Becker, Immers, Hooi RESERVEBANK: Groothuizen, Havekotte, Goppel, Polley, Kanon, Gorter, Rieder, Lorenzen, Boussakou, Necid, Falkenburg WISSELS: 61' Falkenburg Hooi 61' Necid Goossens | BASISOPSTELLING: Koșelev - Mac-Intosch, Niňaj, Heerings, Pinto - Smeets, Diemers , José Rodríguez - Semedo, Novakovich, Lamprou RESERVEBANK: Özer, Jug, Ciranni, Rubén Ramírez, Ospitalieri, El Messaoudi, Ciss, Hutten, Dianessy, Stokkers WISSELS: 37' Hutten Semedo 80' El Messaoudi Lamprou 92' Dianessy Novakovich |

Afwezig: David, Kishna, Troupée (blessure)

Opmerkelijk: Erik Falkenburg speelde zijn 50ste officiële wedstrijd voor ADO.
| Eredivisie 29e speelronde | ADO Den Haag                                                                              | 5 - 0 (3 - 0)                 | FC Utrecht | Selectie ADO Den Haag: (T: Alfons Groenendijk) | Selectie FC Utrecht: (T: Dick Advocaat) |
| za. 6 april 2019 Aanvangstijd: 18:30 uur Plaats: Den Haag Cars Jeans Stadion Toeschouwers: 13.022 Scheidsrechter: Allard Lindhout Assistenten: Balder, Vandeursen, Bos VAR: Van de Graaf, Weterings Wedstrijdverslagen: Verslag ADO Verslag Omroep West Verslag FCUpdate | Immers 11' Meijers (Becker) 36' Bakker (El Khayati) 37' Necid (El Khayati) 83' Immers 90' | 1 - 0 2 - 0 3 - 0 4 - 0 5 - 0 | 81' Kerk   | BASISOPSTELLING: Zwinkels - Malone, Beugelsdijk, Pinas, Meijers - Goossens, El Khayati, Bakker - Becker, Immers, Falkenburg RESERVEBANK: Groothuizen, Havekotte, Goppel, Polley, Kanon, Gorter, Van Kins, Rieder, Hooi, Lorenzen, Boussakou, Necid WISSELS: 64' Lorenzen Falkenburg 72' Goppel Becker 77' Necid Bakker MOTM in het stadion: Lex Immers | BASISOPSTELLING: Jensen - Klaiber, Letschert, Janssen , Gavory - Van Overeem, Gustafson, Bazoer - Kerk, Van de Streek, Boussaid RESERVEBANK: Marsman, Van der Maarel, Mokono, Guwara, Strieder, Emanuelson, Görtler, Bahebeck, Venema WISSELS: 46' Van der Maarel Letschert 46' Kramer Boussaid 66' Guwara Gavory |

Afwezig: David, Kishna, Troupée (blessure)

Opmerkelijk: ADO maakte maar liefst vijf doelpunten tegen FC Utrecht in de Eredivisie, een clubrecord. Deze 5-0-zege is de grootste sinds december 1991, toen eindigde de wedstrijd tegen FC Volendam in dezelfde eindstand. Lex Immers kwam op 29 Eredivisiedoelpunten te staan; het hoogste aantal voor een ADO speler in de 21ste eeuw tot en met dit seizoen.
| Eredivisie 30e speelronde | AZ                                                    | 2 - 3 (0 - 1)                 | ADO Den Haag                                                                                       | Selectie ADO Den Haag: (T: Alfons Groenendijk) | Selectie AZ: (T: John van den Brom) |
| za. 13 april 2019 Aanvangstijd: 18:30 uur Plaats: Alkmaar AFAS Stadion Toeschouwers: 15.034 Scheidsrechter: Björn Kuipers Assistenten: Van Roekel, Zeinstra, Oostrom VAR: Van den Kerkhof, Frijn Wedstrijdverslagen: Verslag ADO Verslag Omroep West Verslag FCUpdate | Midtsjø 66' Gudmundsson 85' Gudmundsson (Maher) 90+1' | 0 - 1 0 - 2 1 - 2 2 - 2 2 - 3 | 32' Falkenburg (El Khayati) 47' Falkenburg (El Khayati) 71' Beugelsdijk 90+4' Becker (Beugelsdijk) | BASISOPSTELLING: Zwinkels - Malone, Beugelsdijk, Pinas, Meijers - Goossens, El Khayati, Bakker - Becker, Immers, Falkenburg RESERVEBANK: Groothuizen, Havekotte, Goppel, Kanon, Gorter, Van Kins, Rieder, Hooi, Lorenzen, Boussakou, Necid WISSELS: 67' Lorenzen Falkenburg 82' Necid El Khayati 84' Kanon Bakker | BASISOPSTELLING: Bizot - Svensson, Vlaar, Koopmeiners, Ouwejan - Midtsjø, Til , Maher - Stengs, Seuntjens, Idrissi RESERVEBANK: Velthuizen, Schendelaar, Van Rhijn, Bergsma, Kramer, Wijndal, Wuytens, Helmer, Gudmundsson, Johnsen WISSELS: 55' Johnsen Stengs 66' Gudmundsson Stengs 88' Helmer Idrissi |

Afwezig: David, Kishna, Troupée (blessure)

Opmerkelijk: Shaquille Pinas speelde zijn 25e officiële wedstrijd voor ADO; Danny Bakker speelde zijn 150ste Eredivisie-duel. Tom Beugelsdijk pakte zijn twaalfde gele kaart van het seizoen. Hiermee evenaarde hij het Eredivisie-record en kwam hij op gelijke hoogte met Aleksandar Ranković (destijds Vitesse), Guy Ramos (RKC Waalwijk), Joeri de Kamps (NAC Breda) en Cristián Cuevas (FC Twente). Abdenasser El Khayati was de eerste ADO-speler sinds Richard Knopper (2008/09) die in één Eredivisie-seizoen minstens 10 doelpunten én 10 assists op zijn naam had staan.
| Eredivisie 31e speelronde | PSV                                                              | 3 - 1 (1 - 0)           | ADO Den Haag         | Selectie ADO Den Haag: (T: Alfons Groenendijk) | Selectie PSV: (T: Mark van Bommel) |
| zo. 21 april 2019 Aanvangstijd: 16:45 uur Plaats: Eindhoven Philips Stadion Toeschouwers: 34.300 Scheidsrechter: Danny Makkelie Assistenten: Diks, Steegstra, Van de Graaf VAR: Higler, Jansen Wedstrijdverslagen: Verslag ADO Verslag Omroep West Verslag FCUpdate | Dumfries (Lozano) 20' De Jong (Gakpo) 83' Malen (Angeliño) 90+2' | 1 - 0 2 - 0 2 - 1 3 - 1 | 88' Necid (Lorenzen) | BASISOPSTELLING: Zwinkels - Malone, Kanon, Bakker, Meijers - Gorter, Immers, Goossens - Becker, El Khayati, Falkenburg RESERVEBANK: Groothuizen, Havekotte, Goppel, Polley, Ebecilio, Rieder, Hooi, Lorenzen, Boussakou, Necid WISSELS: 63' Goppel Gorter 74' Lorenzen Malone 79' Necid Falkenburg | BASISOPSTELLING: Zoet - Dumfries, Schwaab, Viergever, Angeliño - Rosario, De Jong , Sadílek - Lozano, Malen, Bergwijn RESERVEBANK: Room, Teze, Sainsbury, Behich, Gutiérrez, Hendrix, Rigo, Ihattaren, Pereiro, Romero, Gakpo WISSELS: 77' Gutiérrez Sadílek 77' Gakpo Bergwijn 90+3' Hendrix Angeliño |

Afwezig: Beugelsdijk (schorsing), David, Van Kins, Kishna, Pinas, Troupée (blessure)

Opmerkelijk: Erik Falkenburg speelde zijn 50ste Eredivisie-wedstrijd voor ADO; Tomáš Necid zijn 25ste officiële duel voor de Haagse ploeg. Middenvelder Kyle Ebecilio zat, na zijn vertrek en lang ziektebed, voor het eerst sinds 2016 bij de selectie van ADO.
| Eredivisie 32e speelronde | ADO Den Haag                                                     | 3 - 1 (2 - 1)           | Excelsior             | Selectie ADO Den Haag: (T: Alfons Groenendijk) | Selectie SBV Excelsior: (T: Ricardo Moniz) |
| do. 25 april 2019 Aanvangstijd: 18:30 uur Plaats: Den Haag Cars Jeans Stadion Toeschouwers: 13.392 Scheidsrechter: Jeroen Manschot Assistenten: Strijker, Janson, Blank VAR: Mulder, De Nas Wedstrijdverslagen: Verslag ADO Verslag Omroep West Verslag FCUpdate | El Khayati (Becker) 2' Bakker (Goossens) 29' Becker (Bakker) 72' | 1 - 0 1 - 1 2 - 1 3 - 1 | 11' Fortes (Mahmudov) | BASISOPSTELLING: Zwinkels - Malone, Beugelsdijk, Kanon, Meijers - Goossens, El Khayati, Bakker - Becker, Immers, Falkenburg RESERVEBANK: Groothuizen, Havekotte, Goppel, Polley, Gorter, Ebecilio, Rieder, Hooi, Lorenzen, Boussakou, Necid WISSELS: 51' Hooi Goossens 71' Necid Falkenburg 88' Boussakou Becker MOTM in het stadion: Abdenasser El Khayati | BASISOPSTELLING: Damen - Fortes, Mattheij, Oude Kotte, Matthys - Schouten, Messaoud, Koolwijk - Edwards, El Hamdaoui, Mahmudov RESERVEBANK: Stevens, De Fockert, Horemans, Van der Meer, Bruins, Hadouir, Haspolat, Anderson, Ómarsson, Eckert WISSELS: 73' Anderson Edwards 81' Hadouir Messaoud 81' Eckert Mahmudov |

Afwezig: David, Van Kins, Kishna, Pinas, Troupée (blessure)

Opmerkelijk: Jeugdspeler Yahya Boussakou maakte zijn debuut in de Eredivisie.

### Mei
| Oefenwedstrijd | FC Utrecht                                                         | 3 - 2 (2 - 2)                 | ADO Den Haag                                | Selectie ADO Den Haag: (T: Alfons Groenendijk) | Selectie FC Utrecht: (T: Dick Advocaat) |
| do. 2 mei 2019 Aanvangstijd: 13:00 uur Plaats: Utrecht De Galgenwaard Toeschouwers: (besloten) Scheidsrechter: Gert Keyl Wedstrijdverslagen: Verslag ADO | Gustafson (penalty) 32' Bahebeck (Kerk) 39' Venema (Gustafson) 83' | 1 - 0 1 - 1 2 - 1 2 - 2 3 - 2 | 36' El Khayati (penalty) 42' Necid (Goppel) | BASISOPSTELLING: Zwinkels - Polley, Beugelsdijk, Kanon, Meijers - Ebecilio, El Khayati, Immers - Goppel, Necid, Hooi WISSELS: 60' Havekotte Zwinkels 60' Gorter Kanon 60' Falkenburg Immers 60' Lorenzen Hooi 70' Rieder Ebecilio 70' Boussakou Goppel | BASISOPSTELLING: Marsman - Klaiber, Letschert, Janssen , Gavory - Gustafson, Strieder, Emanuelson - Kerk, Van de Streek, Bahebeck WISSELS: 57' Van der Maarel Klaiber 57' Görtler Strieder 57' Dessers Van de Streek 57' Boussaid Bahebeck 69' Venema Emanuelson |
| |                                                                    |                               |                                             | | |

Afwezig: Bakker, Becker, David, Goossens, Groothuizen, Van Kins, Kishna, Malone, Pinas, Troupée (blessure/rust)

Opmerkelijk: Vanwege het verplaatsen van speelronde 33 hadden beide ploegen tijd voor een oefenduel. Verschillende spelers kregen deze wedstrijd rust bij ADO.
| Eredivisie 33e speelronde(*) | Feyenoord | 0 - 2 (0 - 1) | ADO Den Haag                                    | Selectie ADO Den Haag: (T: Alfons Groenendijk) | Selectie Feyenoord: (T: Giovanni van Bronckhorst) |
| zo. 12 mei 2019 Aanvangstijd: 14:30 uur Plaats: Rotterdam De Kuip Toeschouwers: 45.000 Scheidsrechter: Siemen Mulder Assistenten: Siebert, Langkamp, Van Herk VAR: Van de Graaf, Dobre Wedstrijdverslagen: Verslag ADO Verslag Omroep West Verslag FCUpdate |           | 0 - 1 0 - 2   | 42' Falkenburg (El Khayati) 58' Becker (Malone) | BASISOPSTELLING: Zwinkels - Malone, Beugelsdijk, Kanon, Meijers - Goossens, El Khayati, Bakker - Becker, Immers, Falkenburg RESERVEBANK: Groothuizen, Havekotte, Goppel, Polley, Pinas, Gorter, Ebecilio, Hooi, Lorenzen, Necid WISSELS: 29' Necid Goossens 88' Goppel Falkenburg | BASISOPSTELLING: Vermeer - St. Juste, Botteghin, Van Beek, Malacia - Clasie, Toornstra, Vilhena - Berghuis, Van Persie , Larsson RESERVEBANK: Delle, Ten Hove, Nieuwkoop, Van der Heijden, Verdonk, Burger, Kökçü, Jørgensen, Vente WISSELS: 65' Jørgensen Clasie 72' Kökçü Larsson 90+1' Vente Van Persie |

Afwezig: David, Van Kins, Kishna, Troupée (blessure)

Opmerkelijk: Deze speelronde stond gepland als 'nummer 34'. Echter, vanwege het verplaatsen van speelronde 33 door de Champions League-wedstrijd van Ajax, werd deze wedstrijd onderdeel van speelronde 33. In de blessuretijd van dit duel maakten de spelers van zowel ADO als Feyenoord een erehaag voor Robin van Persie, die zijn laatste wedstrijd in het betaalde voetbal speelde.
| Eredivisie 34e speelronde(*) | ADO Den Haag | 6 - 2 (1 - 1)                                   | Willem II                                                                            | Selectie ADO Den Haag: (T: Alfons Groenendijk) | Selectie Willem II: (T: Adrie Koster) |
| wo. 15 mei 2019 Aanvangstijd: 19:30 uur Plaats: Den Haag Cars Jeans Stadion Toeschouwers: 13.128 Scheidsrechter: Richard Martens Assistenten: De Nas, Brondijk, Mulder VAR: Blank, Jansen Wedstrijdverslagen: Verslag ADO Verslag Omroep West Verslag FCUpdate | El Khayati (Necid) 31' Kanon 62' Kanon 64' El Khayati (penalty) 72' Necid 74' Immers (Beugelsdijk) 81' Necid (Pinas) 86' | 0 - 1 1 - 1 1 - 2 2 - 2 3 - 2 4 - 2 5 - 2 6 - 2 | 15' Dankerlui 48' Pavlidis (Isak) 59' Heerkens 68' Dankerlui 71' Dankerlui 81' Tapia | BASISOPSTELLING: Zwinkels - Malone, Beugelsdijk, Kanon, Meijers - Immers, El Khayati, Bakker - Becker, Necid, Falkenburg RESERVEBANK: Groothuizen, Havekotte, Goppel, David, Polley, Pinas, Gorter, Ebecilio, Hooi, Lorenzen WISSELS: 65' Pinas Kanon 65' Hooi Falkenburg 88' Ebecilio Bakker | BASISOPSTELLING: Wellenreuther - Heerkens, Meißner, Peters , Palacios - Anita, Crowley, Tapia - Dankerlui, Isak, Pavlidis RESERVEBANK: Woud, Brand, McGarry, Van den Bogert, Llonch, Akkaynak, Saddiki, Vrousai, Coulibaly WISSELS: 87' Akkaynak Tapia 87' Vrousai Pavlidis |

Afwezig: Goossens, Van Kins, Kishna, Troupée (blessure)

Opmerkelijk: Na maanden blessureleed zat Trevor David weer bij de ADO-selectie. Kyle Ebecilio maakte na drie jaar zijn rentree in Den Haag. Robert Zwinkels speelde zijn 150ste competitiewedstrijd voor ADO; Elson Hooi zijn 50ste Eredivisie-duel voor de Haagse ploeg. Lex Immers maakte zijn 50ste officiële doelpunt bij ADO. Voor het eerst sinds 24 oktober 1976 wist ADO in een Eredivisie-duel minstens 6 keer te scoren.Shaquille Pinas kreeg na afloop de Karel-Jansen Trofee voor 'Beste talent van het seizoen'. Abdenasser El Khayati viel twee keer in de prijzen: als topscorer én als 'Beste speler van het seizoen'. Op drie doelpunten na miste ADO plek acht op de ranglijst en daarmee de play-offs om Europees voetbal.

## Voetnoten
ADO Den Haag ·
Ajax ·
AZ ·
FC Emmen ·
Excelsior ·
Feyenoord ·
Fortuna Sittard ·
De Graafschap ·
FC Groningen ·
sc Heerenveen ·
Heracles Almelo ·
NAC Breda ·
PEC Zwolle · 
PSV ·
FC Utrecht ·
Vitesse ·
VVV-Venlo ·
Willem II